# Герой Российской Федерации
Геро́й Росси́йской Федера́ции (неофициальный вариант наименования — Геро́й Росси́и) — государственная награда Российской Федерации — высшее звание, присваиваемое за заслуги перед государством и народом, связанные с совершением геройского подвига.
Герою Российской Федерации вручается знак особого отличия — медаль «Золотая Звезда».
Звание Героя Российской Федерации, наряду с учреждённым в 2013 году званием Героя Труда Российской Федерации, относится к отдельному виду государственных наград — высшим званиям, которые в иерархии государственных наград Российской Федерации находятся на первом месте.
В случае присвоения лицу звания Героя Российской Федерации и звания Героя Труда Российской Федерации на его родине или по месту фактического проживания в ознаменование подвига устанавливается бронзовый бюст с соответствующей надписью.  
По состоянию на август 2025 года лицами, удостоенными обоих званий, являются генерал-лейтенант И. А. Кириллов и конструктор Ю. С. Соломонов, дважды Героем Российской Федерации является генерал-майор М. Е. Гудков.

## История
Звание было учреждено Законом России «Об установлении звания Героя Российской Федерации и учреждении знака особого отличия — медали „Золотая Звезда“» от 20 марта 1992 года N 2553-1, который постановлением Верховного Совета России от того же дня N 2554-1 был введён в действие с 28 марта 1992 года. Звание Героя Российской Федерации присваивается президентом России. 
Повторное награждение медалью «Золотая Звезда» де-юре не производится (на основании указа президента Российской Федерации от 07.09.2010 N 1099), де-факто допускается (Герой России генерал-майор М. Е. Гудков).
Первым удостоенным звания Героя Российской Федерации стал начальник Липецкого центра боевой подготовки и переучивания лётного состава генерал-майор авиации С. С. Осканов. При выполнении 7 февраля 1992 года лётного задания на самолёте МиГ-29 произошёл отказ техники, и генерал Осканов ценой своей жизни предотвратил падение самолёта на населённый пункт. Звание Героя России было присвоено за «мужество и героизм, проявленные при исполнении воинского долга» указом президента России от 11 апреля 1992 года № 384 (посмертно). Вдове С. С. Осканова была вручена медаль «Золотая Звезда» № 2, потому что, по версии Героя Советского Союза Н. Т. Антошкина, руководство России решило, что Герой России № 1 должен был быть живым.
Медаль «Золотая Звезда» № 1 была вручена лётчику-космонавту, Герою Советского Союза С. К. Крикалёву за мужество и героизм, проявленные во время длительного космического полёта на орбитальной станции «Мир». Звание Героя Российской Федерации ему было присвоено президентом России в тот же день, 11 апреля 1992 года, но более поздним указом — за № 387.
Среди удостоенных звания — лётчики-космонавты, военнослужащие, участники Великой Отечественной войны и иных боевых действий, лётчики-испытатели, разведчики, конструкторы, учёные, государственные деятели, спортсмены и другие.
Общее число известных присвоений звания Героя Российской Федерации (по состоянию на 31 января 2024 года) составляет 1417 человек, из них 603 — посмертно. Списки граждан, удостоенных звания Героя Российской Федерации, и значительная часть президентских указов о присвоении звания Героя официально не публикуются в связи с секретностью многих награждений. По этой причине точное количество Героев России остаётся неизвестным, что нередко приводит к ошибкам и противоречиям в публикациях СМИ на эту тему.

## Социальные гарантии
Героям России полагаются индексируемая ежемесячная денежная выплата в размере почти 83,5 тыс. руб. (с 01.02.2023), дополнительное материальное обеспечение (в размере почти 22 тыс. руб.) и повышенная пенсия, выплачиваемые Фондом пенсионного и социального страхования РФ, а также дополнительная выплата, установленная в соответствующем субъекте РФ (в частности, в Москве её размер составляет 25 тыс. руб.). 29 мая 2024 года президент Владимир Путин подписал Федеральный закон "О внесении изменений в Закон Российской Федерации «О статусе Героев Советского Союза, Героев Российской Федерации и полных кавалеров ордена Славы», позволяющий передавать по наследству право на бесплатное и внеочередное получение в собственность земельного участка супругам, детям и родителям Героев России. Кроме этого, федеральным законом уравнены льготы членов семей Героев Российской Федерации, удостоенных данного звания посмертно, с льготами, которые предоставлялись членам семей тех, кто был удостоен звание Героя России при жизни. К таким льготам, например, относятся освобождение от оплаты жилья и коммунальных услуг, первоочередное получение путевки в санаторий, профилакторий или дом отдыха. Кроме того, федеральным законом установлено, что единовременное пособие в размере 20 тысяч рублей также будет выплачиваться членам семей Героев Российской Федерации, удостоенных данного звания посмертно.

## Статистическая информация

### Список Героев Российской Федерации по годам награждения
(в скобках указаны дата присвоения звания и номер медали «Золотая Звезда»)
1. Осканов, Суламбек Сусаркулович (11.04.1992, 002)
2. Крикалёв, Сергей Константинович (11.04.1992, 001)
3. Калери, Александр Юрьевич (11.08.1992, 003)
4. Горбунов, Владимир Михайлович (16.08.1992, 004)
5. Таскаев, Роман Петрович (16.08.1992, 005)
6. Плотникова, Марина Владимировна (25.08.1992, 006)
7. Квочур, Анатолий Николаевич (17.11.1992, 007)
8. Муравьёв, Александр Андреевич (17.11.1992, 008)
9. Толбоев, Магомед Омарович (17.11.1992, 009)
10. Оськин, Виктор Семёнович (08.12.1992, 010)

1. Арефьев, Сергей Анатольевич (15.01.1993, 011)
2. Зеленов, Евгений Алексеевич (15.01.1993, 012)
3. Копыркин, Анатолий Степанович (15.01.1993, 013)
4. Авдеев, Сергей Васильевич (05.02.1993, 014)
5. Оловаренко, Валерий Леонидович (03.07.1993, 015)
6. Мерзликин, Андрей Викторович (19.07.1993, 016)
7. Евланов, Сергей Александрович (19.07.1993, 017)
8. Филькин, Игорь Викторович (19.07.1993, 018)
9. Елизаров, Владимир Фёдорович (19.07.1993, 019)
10. Сущенко, Сергей Александрович (19.07.1993, 020)
11. Борин, Сергей Николаевич (19.07.1993, 021)
12. Полещук, Александр Фёдорович (23.07.1993, 022)
13. Вольф, Виталий Александрович (26.07.1993, 023)
14. Грицко, Михаил Васильевич (18.08.1993, 024)
15. Зайцев, Анатолий Григорьевич (18.08.1993, 025)
16. Попов, Геннадий Леонидович (18.08.1993, 026)
17. Терехов, Владимир Юрьевич (18.08.1993, 027)
18. Севанькаев, Владимир Андреевич (07.09.1993, 028)
19. Талалакин, Андрей Иванович (07.09.1993, 029)
20. Лукин, Михаил Фёдорович (01.10.1993, 046)
21. Никулин, Александр Семёнович (01.10.1993, 047)
22. Шулайкина, Лидия Ивановна (01.10.1993, 048)
23. Буданова, Екатерина Васильевна (01.10.1993, 049)
24. Евневич, Валерий Геннадьевич (07.10.1993, 030)
25. Игнатов, Николай Иванович (07.10.1993, 031)
26. Куроедов, Алексей Юрьевич (07.10.1993, 032)
27. Быстрицкий, Николай Тимофеевич (07.10.1993, 033)
28. Ерин, Виктор Фёдорович (07.10.1993, 034)
29. Кишинский, Александр Евгеньевич (07.10.1993, 035)
30. Лысюк, Сергей Иванович (07.10.1993, 036)
31. Селиверстов, Сергей Александрович (07.10.1993, 037)
32. Михайлов, Александр Валерьевич (07.10.1993, 038)
33. Сергеев, Геннадий Николаевич (07.10.1993, 039)
34. Коровушкин, Роман Сергеевич (07.10.1993, 040)
35. Беляев, Николай Александрович (07.10.1993, 041)
36. Красников, Константин Кириллович (07.10.1993, 042)
37. Панов, Владислав Викторович (07.10.1993, 043)
38. Смирнов, Сергей Олегович (07.10.1993, 044)
39. Петров, Олег Михайлович (07.10.1993, 051)
40. Савченко, Александр Романович (07.10.1993, 052)
41. Ситников, Николай Юрьевич (07.10.1993, 053)
42. Грицюк, Сергей Анатольевич (07.10.1993, 055)
43. Лобов, Юрий Владимирович (07.10.1993, 056)
44. Коршунов, Сергей Иванович (09.11.1993, 054)
45. Хихин, Сергей Анатольевич (06.12.1993, 045)
46. Кваша, Николай Иосифович (06.12.1993, 057)
47. Быков, Иван Федосеевич (06.12.1993, 058)
48. Кротевич, Вячеслав Людвигович (06.12.1993, 059)
49. Коновалов, Юрий Михайлович (06.12.1993, 063)
50. Бавилин, Сергей Михайлович (06.12.1993, 064)
51. Фарелюк, Антон Михайлович (30.12.1993, 060)
52. Панков, Александр Егорович (30.12.1993, 061)
53. Короченский, Анатолий Анатольевич (30.12.1993, 062)
54. Маврин, Александр Иванович (30.12.1993, 065)

1. Циблиев, Василий Васильевич (14.01.1994, 066)
2. Гусляков, Георгий Иванович (28.02.1994, 067)
3. Зенин, Александр Иванович (28.02.1994, 068)
4. Корчагин, Иван Иванович (28.02.1994, 069)
5. Закиров, Игорь Рауфович (14.03.1994, 070)
6. Амосов, Сергей Анатольевич (07.04.1994, 071)
7. Вчерашнев, Сергей Георгиевич (07.04.1994, 072)
8. Падалка, Валентин Анатольевич (18.04.1994, 074)
9. Степанов, Владимир Филиппович (18.04.1994, 075)
10. Егорова, Любовь Ивановна (22.04.1994, 073)
11. Переславцев, Сергей Борисович (05.05.1994, 076)
12. Волошина, Вера Даниловна (06.05.1994, 077)
13. Тупицын, Леонтий Яковлевич (06.05.1994, 078)
14. Вандышев, Сергей Иванович (06.05.1994, 079)
15. Григоренко, Семён Васильевич (06.05.1994, 084)
16. Моцак, Михаил Васильевич (15.06.1994, 080)
17. Ефанов, Аркадий Петрович (15.06.1994, 081)
18. Епанешников, Александр Николаевич (21.06.1994, 082)
19. Титов, Анатолий Александрович (07.07.1994, 083)
20. Усачёв, Юрий Владимирович (18.08.1994, 085)
21. Кучин, Борис Максимович (27.08.1994, 086)
22. Попов, Леонид Степанович (20.09.1994, 087)
23. Козлов, Олег Анатольевич (03.10.1994, 088)
24. Медведев, Сергей Юрьевич (03.10.1994, 089)
25. Смирнов, Николай Валерьевич (03.10.1994, 090)
26. Токарев, Вячеслав Владимирович (03.10.1994, 091)
27. Хмелёв, Олег Петрович (03.10.1994, 092)
28. Фролов, Евгений Иванович (22.10.1994, 093)
29. Пашин, Валентин Михайлович (25.10.1994, 094)
30. Маленченко, Юрий Иванович (24.11.1994, 095)
31. Мусабаев, Талгат Амангельдиевич (24.11.1994, 096)
32. Колос, Иван Андреевич (25.11.1994, 097)
33. Сергеев, Александр Алексеевич (25.11.1994, 098)
34. Мишин, Игорь Анатольевич (29.11.1994, 102)
35. Черняк, Ян Петрович (14.12.1994, 099)
36. Пономарёв, Виктор Александрович (31.12.1994, 100)
37. Остроухов, Евгений Владимирович (31.12.1994, 101)
38. Акимова, Александра Фёдоровна (31.12.1994, 103)
39. Корольков, Сергей Иванович (31.12.1994, 104)

1. Берзин, Александр Александрович (04.01.1995, 105)
2. Кузьмин, Сергей Викторович (04.01.1995, 106)
3. Юрченко, Юрий Иванович (04.01.1995, 107)
4. Кирьянов, Александр Владимирович (27.01.1995, 108)
5. Курносенко, Сергей Петрович (27.01.1995, 109)
6. Шевелёв, Андрей Владимирович (27.01.1995, 110)
7. Борисевич, Александр Васильевич (13.02.1995, 111)
8. Гущин, Андрей Юрьевич (13.02.1995, 112)
9. Джарджадзе, Николай Константинович (13.02.1995, 113)
10. Силин, Александр Валентинович (13.02.1995, 114)
11. Тащиев, Сурен Амбарцумович (16.02.1995, 115)
12. Брюхов, Василий Павлович (16.02.1995, 116)
13. Леонов, Иван Антонович (16.02.1995, 117)
14. Водолажский, Василий Александрович (17.02.1995, 118)
15. Грищенко, Анатолий Демьянович (27.02.1995, 119)
16. Громов, Сергей Сергеевич (27.02.1995, 124)
17. Никитич, Юрий Иванович (01.03.1995, 120)
18. Омельков, Виктор Емельянович (01.03.1995, 121)
19. Ростовский, Николай Васильевич (01.03.1995, 122)
20. Теплинский, Михаил Юрьевич (01.03.1995, 123)
21. Качковский, Сергей Владиславович (06.03.1995, 127)
22. Панфилов, Илья Борисович (06.03.1995, 128)
23. Семеренко, Александр Викторович (06.03.1995, 129)
24. Тимошенко, Андрей Станиславович (06.03.1995, 130)
25. Мельников, Сергей Николаевич (07.03.1995, 125)
26. Соколов, Сергей Александрович (13.03.1995, 126)
27. Самойлин, Виктор Васильевич (17.03.1995, 135)
28. Узденов, Дугербий Танаевич (17.03.1995, 136)
29. Даркович, Александр Васильевич (20.03.1995, 131)
30. Замышляк, Григорий Михайлович (20.03.1995, 132)
31. Пятницких, Сергей Иванович (20.03.1995, 133)
32. Юрченко, Глеб Борисович (20.03.1995, 134)
33. Игитов, Юрий Сергеевич (01.04.1995, 148)
34. Пегишев, Александр Игоревич (01.04.1995, 149)
35. Прибытков, Андрей Николаевич (01.04.1995, 150)
36. Глухарёв, Виктор Яковлевич (10.04.1995, 137)
37. Ионин, Георгий Дмитриевич (10.04.1995, 138)
38. Мудров, Михаил Иванович (10.04.1995, 139)
39. Савицкая, Валентина Флегонтовна (10.04.1995, 140)
40. Кондакова, Елена Владимировна (10.04.1995, 141)
41. Поляков, Валерий Владимирович (10.04.1995, 142)
42. Аверьянов, Иван Васильевич (15.04.1995, 143)
43. Егоров, Пётр Дмитриевич (15.04.1995, 144)
44. Зубов, Виктор Петрович (15.04.1995, 145)
45. Голубятников, Святослав Николаевич (17.04.1995, 146)
46. Шуляк, Виктор Васильевич (17.04.1995, 147)
47. Боровиков, Владимир Валерьевич (03.05.1995, 168)
48. Вдовкин, Виктор Викторович (03.05.1995, 169)
49. Колесников, Евгений Николаевич (03.05.1995, 170)
50. Полковников, Дмитрий Александрович (03.05.1995, 171)
51. Фирсов, Сергей Александрович (03.05.1995, 172)
52. Андреев, Александр Петрович (08.05.1995, 151)
53. Оздоев, Мурад Ахмедович (08.05.1995, 152)
54. Ахпашев, Игорь Николаевич (15.05.1995, 153)
55. Баталов, Игорь Адольфович (15.05.1995, 154)
56. Касьянов, Илья Анатольевич (15.05.1995, 155)
57. Моисеев, Юрий Геннадьевич (15.05.1995, 156)
58. Морев, Игорь Анатольевич (15.05.1995, 157)
59. Величко, Виктор Васильевич (15.05.1995, 158)
60. Думчиков, Александр Павлович (15.05.1995, 159)
61. Корниенко, Игорь Александрович (15.05.1995, 160)
62. Сулименко, Юрий Геннадьевич (15.05.1995, 161)
63. Шишкин, Карен Владимирович (15.05.1995, 162)
64. Азарычев, Геннадий Алексеевич (29.05.1995, 163)
65. Ворожанин, Олег Викторович (29.05.1995, 164)
66. Нужный, Василий Дмитриевич (29.05.1995, 165)
67. Сивко, Вячеслав Владимирович (29.05.1995, 166)
68. Уразаев, Игорь Кабирович (29.05.1995, 167)
69. Кириченко, Григорий Сергеевич (21.06.1995, 173)
70. Немцов, Павел Николаевич (21.06.1995, 174)
71. Чабанов, Владимир Анатольевич (21.06.1995, 175)
72. Галушкин, Николай Иванович (21.06.1995, 176)
73. Флёров, Иван Андреевич (21.06.1995, 177)
74. Работа, Василий Григорьевич (26.06.1995, 178)
75. Дорофеев, Анатолий Васильевич (06.07.1995, 179)
76. Игашов, Пётр Степанович (06.07.1995, 180)
77. Костоев, Ширвани Устарханович (06.07.1995, 181)
78. Мальсагов, Ахмед Татарханович (06.07.1995, 182)
79. Новиков, Василий Логинович (06.07.1995, 183)
80. Парфёнов, Дмитрий Георгиевич (06.07.1995, 184)
81. Хохлачёв, Александр Митрофанович (06.07.1995, 185)
82. Печников, Александр Валентинович (17.07.1995, 186)
83. Коэн, Моррис Генрихович (20.07.1995, 192)
84. Тиньков, Валерий Анатольевич (21.07.1995, 187)
85. Пашаев, Давид Гусейнович (21.07.1995, 188)
86. Белов, Владимир Александрович (21.07.1995, 189)
87. Ермаков, Виталий Юрьевич (21.07.1995, 190)
88. Тягачёв, Алексей Александрович (21.07.1995, 191)
89. Кочешков, Евгений Николаевич (09.08.1995, 193)
90. Петриков, Игорь Анатольевич (09.08.1995, 194)
91. Савчук, Вадим Иванович (09.08.1995, 195)
92. Янин, Валерий Викторович (09.08.1995, 196)
93. Баринов, Сергей Михайлович (11.08.1995, 197)
94. Фадеев, Валерий Иванович (11.08.1995, 198)
95. Апакидзе, Тимур Автандилович (17.08.1995, 199)
96. Бохонко, Иван Иванович (17.08.1995, 200)
97. Диордица, Николай Фёдорович (17.08.1995, 201)
98. Раевский, Александр Михайлович (17.08.1995, 202)
99. Чиркин, Виктор Мартынович (17.08.1995, 203)
100. Адамишин, Виктор Михайлович (25.08.1995, 204)
101. Бабаков, Виталий Викторович (25.08.1995, 205)
102. Петрушко, Сергей Игоревич (25.08.1995, 206)
103. Рындин, Евгений Юрьевич (25.08.1995, 207)
104. Якупов, Фарват Абдуллович (25.08.1995, 208)
105. Колыбабинский, Владимир Николаевич (28.08.1995, 209)
106. Шейко, Сергей Сергеевич (28.08.1995, 210)
107. Дежуров, Владимир Николаевич (07.09.1995, 211)
108. Бадахов, Хамзат Ибраевич (07.09.1995, 212)
109. Гербеков, Магомет Чомаевич (07.09.1995, 213)
110. Голаев, Джанибек Нанакович (07.09.1995, 214)
111. Ижаев, Абдулла Махаевич (07.09.1995, 215)
112. Сластен, Валерий Семёнович (15.09.1995, 216)
113. Храмов, Анатолий Геннадьевич (15.09.1995, 217)
114. Крутов, Александр Валерьевич (19.09.1995, 218)
115. Лобас, Леонид Дмитриевич (19.09.1995, 219)
116. Абрамашвили, Николай Георгиевич (21.09.1995, 220)
117. Бойков, Павел Михайлович (21.09.1995, 221)
118. Еремеев, Пётр Васильевич (21.09.1995, 222)
119. Сарабеев, Владимир Иванович (29.09.1995, 228)
120. Бударин, Николай Михайлович (05.10.1995, 223)
121. Биджиев, Солтан-Хамид Локманович (05.10.1995, 224)
122. Чочуев, Харун Адамеевич (05.10.1995, 225)
123. Каракетов, Юнус Кеккезович (05.10.1995, 249)
124. Хаиркизов, Кичибатыр Алимурзаевич (05.10.1995, 250)
125. Монетов, Николай Александрович (11.10.1995, 229)
126. Сумарокова, Татьяна Николаевна (11.10.1995, 230)
127. Шварёв, Александр Ефимович (11.10.1995, 231)
128. Мезох, Владимир Чемгуевич (11.10.1995, 232)
129. Долонин, Владислав Александрович (13.10.1995, 226)
130. Ерофеев, Дмитрий Владимирович (13.10.1995, 234)
131. Синельник, Александр Владимирович (13.10.1995, 235)
132. Молдованов, Игорь Валерьевич (19.10.1995, 236)
133. Нестеренко, Юрий Иванович (19.10.1995, 237)
134. Станкевич, Игорь Валентинович (19.10.1995, 238)
135. Романов, Анатолий Александрович (5.11.1995, 233)
136. Лебежихин, Пётр Васильевич (29.11.1995, 239)
137. Матиясевич, Алексей Михайлович (29.11.1995, 240)
138. Петров, Василий Петрович (29.11.1995, 241)
139. Рыжов, Пётр Николаевич (29.11.1995, 242)
140. Днепровский, Андрей Владимирович (01.12.1995, 243)
141. Захарчук, Андрей Николаевич (01.12.1995, 244)
142. Иванов, Валерий Вячеславович (01.12.1995, 245)
143. Шадрин, Роман Александрович (01.12.1995, 246)
144. Лелюх, Игорь Викторович (07.12.1995, 227)
145. Колесников, Юрий Антонович (07.12.1995, 247)
146. Малахов, Михаил Георгиевич (07.12.1995, 248)

1. Рафиков, Мансур Минибаевич (20.01.1996, 251)
2. Гапоненко, Павел Николаевич (14.02.1996, 252)
3. Исмаилов, Абдулхаким Исакович (19.02.1996, 253)
4. Тормахов, Дмитрий Дмитриевич (19.02.1996, 254)
5. Узуев, Магомед Яхъяевич (19.02.1996, 255)
6. Артюхин, Александр Алексеевич (21.02.1996, 256)
7. Горюнов, Евгений Александрович (21.02.1996, 257)
8. Абрамович, Юрий Гарриевич (01.03.1996, 258)
9. Антонович, Олег Васильевич (01.03.1996, 259)
10. Петров, Михаил Георгиевич (27.03.1996, 260)
11. Прокопенко, Фёдор Фёдорович (27.03.1996, 261)
12. Смирнов, Александр Иванович (27.03.1996, 262)
13. Сомов, Сергей Алексеевич (27.03.1996, 263)
14. Стрекаловский, Михаил Михайлович (27.03.1996, 264)
15. Гидзенко, Юрий Павлович (01.04.1996, 265)
16. Кнышов, Анатолий Николаевич (10.04.1996, 266)
17. Афонин, Василий Максимович (02.05.1996, 267)
18. Гептнер, Эрик Георгиевич (02.05.1996, 268)
19. Плотников, Дмитрий Павлович (02.05.1996, 269)
20. Шикунов, Фёдор Иванович (02.05.1996, 270)
21. Власов, Сергей Вячеславович (02.05.1996, 271)
22. Горобец, Валерий Валентинович (02.05.1996, 272)
23. Родионов, Евгений Николаевич (02.05.1996, 273)
24. Дронов, Владимир Николаевич (02.05.1996, 274)
25. Панфилов, Анатолий Тихонович (02.05.1996, 275)
26. Сугаков, Анатолий Иванович (02.05.1996, 276)
27. Зарипов, Альберт Маратович (15.05.1996, 277)
28. Косачёв, Сергей Иванович (15.05.1996, 278)
29. Недобежкин, Владимир Владимирович (15.05.1996, 279)
30. Харин, Станислав Анатольевич (15.05.1996, 280)
31. Скороходов, Валерий Александрович (15.05.1996, 281)
32. Балашов, Владимир Михайлович (02.05.1996, 282)
33. Бейскбаев, Бахтурас (02.05.1996, 283)
34. Маслов, Александр Спиридонович (02.05.1996, 284)
35. Реутов, Григорий Васильевич (02.05.1996, 285)
36. Синицын, Андрей Александрович (02.05.1996, 286)
37. Монетов, Александр Геннадьевич (12.05.1996, 287)
38. Никишин, Александр Николаевич (12.05.1996, 288)
39. Слинкин, Дмитрий Борисович (12.05.1996, 289)
40. Абдурахманов, Канти (16.05.1996, 290)
41. Умаров, Мовлди Абдул-Вахабович (16.05.1996, 291)
42. Эльмурзаев, Юсуп Мутушевич (11.06.1996, 292)
43. Борисюк, Сергей Константинович (13.06.1996, 293)
44. Исаев, Олег Николаевич (13.06.1996, 294)
45. Маркелов, Виктор Васильевич (13.06.1996, 295)
46. Михайлов, Владимир Сергеевич (13.06.1996, 296)
47. Нерестюк, Игорь Михайлович (13.06.1996, 297)
48. Свиридов, Игорь Валентинович (13.06.1996, 298)
49. Фабрый, Алексей Иванович (13.06.1996, 299)
50. Ганус, Феодосий Григорьевич (16.06.1996, 300)
51. Северин, Владимир Гайевич (21.06.1996, 301)
52. Валов, Леонид Григорьевич (21.06.1996, 302)
53. Волошин, Артур Владимирович (21.06.1996, 303)
54. Крестьянинов, Андрей Владимирович (21.06.1996, 304)
55. Жалнин, Виталий Николаевич (21.06.1996, 305)
56. Баиров, Николай Улюмжаевич (20.07.1996, 306)
57. Бочаров, Андрей Иванович (20.07.1996, 307)
58. Куков, Валерий Петрович (20.07.1996, 308)
59. Сидоров, Юрий Михайлович (20.07.1996, 309)
60. Тулин, Сергей Загитович (20.07.1996, 310)
61. Чернов, Александр Васильевич (20.07.1996, 311)
62. Долгов, Олег Николаевич (20.07.1996, 312)
63. Зозуля, Андрей Станиславович (20.07.1996, 313)
64. Кадырбулатов, Рафик Валитович (20.07.1996, 314)
65. Кублин, Олег Васильевич (20.07.1996, 315)
66. Терёшкин, Олег Викторович (20.07.1996, 316)
67. Чиликанов, Игорь Васильевич (20.07.1996, 317)
68. Воробьёв, Борис Алексеевич (20.07.1996, 318)
69. Колпаков, Николай Викторович (20.07.1996, 319)
70. Новиков, Алексей Иванович (20.07.1996, 320)
71. Жабон, Бадма Жапович (20.07.1996, 321)
72. Астапов, Александр Сергеевич (23.07.1996, 322)
73. Буриличев, Алексей Витальевич (23.07.1996, 323)
74. Козлов, Илья Николаевич (23.07.1996, 324)
75. Макеев, Владимир Михайлович (23.07.1996, 325)
76. Квасников, Леонид Романович (15.06.1996, 326)
77. Коэн, Леонтина Тереза (15.06.1996, 327)
78. Яцков, Анатолий Антонович (15.06.1996, 328)
79. Барковский, Владимир Борисович (15.06.1996, 329)
80. Феклисов, Александр Семёнович (15.06.1996, 330)
81. Бровкович, Алексей Витальевич (01.08.1996, 331)
82. Ласточкин, Владимир Евгеньевич (01.08.1996, 332)
83. Хайруллин, Газинур Гарифзянович (22.08.1996, 333)
84. Шарпатов, Владимир Ильич (22.08.1996, 334)
85. Карелин, Александр Александрович (26.08.1996, 335)
86. Щербаков, Леонид Иванович (22.08.1996, 336)
87. Тарасов, Василий Владимирович (23.08.1996, 337)
88. Матвеев, Владимир Николаевич (23.08.1996, 338)
89. Маргелов, Александр Васильевич (29.08.1996, 339)
90. Рымарь, Анатолий Петрович (01.08.1996, 340)
91. Варлаков, Олег Евгеньевич (06.09.1996, 341)
92. Кузьмин, Фёдор Васильевич (06.09.1996, 342)
93. Родькин, Евгений Викторович (06.09.1996, 343)
94. Скворцов, Алексей Васильевич (06.09.1996, 344)
95. Елисеев, Владимир Степанович (06.09.1996, 345)
96. Фадин, Александр Михайлович (06.09.1996, 346)
97. Легасов, Валерий Алексеевич (18.09.1996, 347)
98. Алексеев, Александр Иванович (09.09.1996, 348)
99. Евскин, Вячеслав Михайлович (09.09.1996, 349)
100. Ромашин, Сергей Викторович (09.09.1996, 350)
101. Шаврин, Сергей Иванович (09.09.1996, 351)
102. Немыткин, Михаил Юрьевич (01.10.1996, 352)
103. Онуфриенко, Юрий Иванович (16.10.1996, 353)
104. Козлов, Олег Александрович (19.10.1996, 354)
105. Кулаков, Роман Иванович (19.10.1996, 355)
106. Спиридонов, Роман Вадимович (19.10.1996, 356)
107. Чириков, Альберт Алексеевич (19.10.1996, 357)
108. Махлай, Александр Александрович (21.10.1996, 358)
109. Захарчук, Пётр Михайлович (18.11.1996, 359)
110. Скрыпник, Николай Васильевич (18.11.1996, 360)
111. Бузин, Александр Сергеевич (18.11.1996, 361)
112. Гуров, Игорь Владимирович (18.11.1996, 362)
113. Клупов, Рустем Максович (12.09.1996, 363)
114. Морозов, Станислав Николаевич (12.09.1996, 364)
115. Очеретный, Валерий Иосифович (12.09.1996, 365)
116. Стыцина, Александр Михайлович (12.09.1996, 366)
117. Цацорин, Геннадий Васильевич (12.09.1996, 367)
118. Васянин, Михаил Иванович (18.11.1996, 368)
119. Кравцов, Станислав Эдуардович (06.12.1996, 369)
120. Семенков, Владимир Владимирович (06.12.1996, 370)
121. Будай, Игорь Михайлович (14.12.1996, 371)
122. Липовой, Сергей Анатольевич (14.12.1996, 372)
123. Ставицкий, Юрий Иванович (14.12.1996, 373)
124. Стовба, Валерий Станиславович (14.12.1996, 374)
125. Казьмин, Пётр Иванович (18.12.1996, 375)
126. Слока, Виктор Карлович (18.12.1996, 376)
127. Быстрицкий, Георгий Георгиевич (31.12.1996, 377)
128. Ефремов, Михаил Григорьевич (31.12.1996, 378)

1. Еремецкий, Олег Анатольевич (22.01.1997, 380)
2. Романов, Алексей Викторович (22.01.1997, 381)
3. Яковлев, Александр Викторович (22.01.1997, 382)
4. Щербаков, Юрий Александрович (27.01.1997, 379)
5. Лобунец, Олег Игоревич (29.01.1997, 383)
6. Осокин, Евгений Анатольевич (29.01.1997, 384)
7. Кобин, Александр Иванович (29.01.1997, 385)
8. Коргутов, Владимир Александрович (29.01.1997, 386)
9. Сороговец, Александр Владимирович (29.01.1997, 387)
10. Ушаков, Антон Борисович (29.01.1997, 388)
11. Горин, Виталий Николаевич (12.03.1997, 389)
12. Наумов, Юрий Михайлович (12.03.1997, 390)
13. Бурцев, Владимир Васильевич (12.03.1997, 391)
14. Орлов, Сергей Владимирович (12.03.1997, 392)
15. Парчинский, Евгений Николаевич (09.04.1997, 393)
16. Корзун, Валерий Григорьевич (11.04.1997, 394)
17. Пронягин, Дмитрий Юрьевич (16.04.1997, 395)
18. Иванов, Анатолий Александрович (16.04.1997, 396)
19. Цой, Олег Григорьевич (16.04.1997, 397)
20. Амелин, Станислав Александрович (16.04.1997, 398)
21. Калашников, Виктор Васильевич (12.05.1997, 399)
22. Качуевская, Наталья Александровна (12.05.1997, 400)
23. Макаров, Вадим Вильевич (14.06.1997, 401)
24. Потылицын, Виталий Николаевич (14.06.1997, 402)
25. Алексеев, Эдуард Константинович (14.06.1997, 403)
26. Касков, Олег Александрович (14.06.1997, 404)
27. Марченко, Владимир Иванович (14.06.1997, 405)
28. Гамзатов, Магомед Усманович (21.07.1997, 406)
29. Коновалов, Александр Григорьевич (07.08.1997, 407)
30. Рахманов, Владимир Иванович (07.08.1997, 408)
31. Преминин, Сергей Анатольевич (07.08.1997, 409)
32. Михеев, Сергей Викторович (22.08.1997, 410)
33. Дейнекин, Пётр Степанович (22.08.1997, 411)
34. Гаджиев, Нухидин Омарович (02.09.1997, 412)
35. Григоров, Сергей Иванович (05.09.1997, 415)
36. Макаровец, Николай Александрович (05.09.1997, 416)
37. Карасёв, Борис Иванович (22.09.1997, 413)
38. Сальников, Николай Андреевич (22.09.1997, 414)
39. Болысов, Владимир Иванович (14.10.1997, 417)
40. Кирюшин, Евгений Александрович (17.11.1997, 418)
41. Костин, Виктор Константинович (17.11.1997, 419)
42. Нефёдов, Сергей Иванович (17.11.1997, 420)
43. Цветов, Владимир Евгеньевич (17.11.1997, 421)
44. Поздняков, Михаил Иванович (16.11.1997, 422)
45. Максаков, Владимир Александрович (18.12.1997, 423)
46. Шнитников, Евгений Петрович (18.12.1997, 424)
47. Савельев, Анатолий Николаевич (22.12.1997, 425)
48. Визнюк, Олег Станиславович (30.12.1997, 426)
49. Галле, Александр Фридрихович (30.12.1997, 427)

1. Гарнаев, Александр Юрьевич (15.01.1998, 428)
2. Логиновский, Владимир Аркадьевич (15.01.1998, 429)
3. Андронов, Анатолий Васильевич (16.01.1998, 430)
4. Шушунов, Владимир Дмитриевич (16.01.1998, 431)
5. Семенков, Алексей Иванович (26.01.1998, 432)
6. Жолдинов, Жантас Бахитжанович (26.01.1998, 433)
7. Ларин, Дмитрий Вячеславович (26.01.1998, 434)
8. Салимханов, Юрий Адилбегович (26.01.1998, 435)
9. Трубанов, Владимир Евгеньевич (26.01.1998, 436)
10. Хмыров, Всеволод Леонидович (28.01.1998, 437)
11. Зобов, Олег Николаевич (23.02.1998, 438)
12. Грибовский, Александр Прокофьевич (23.02.1998, 439)
13. Дорофеев, Фёдор Иванович (23.02.1998, 440)
14. Игошин, Александр Иванович (23.02.1998, 441)
15. Меркулов, Василий Александрович (23.02.1998, 442)
16. Носов, Виктор Петрович (23.02.1998, 443)
17. Растяпин, Василий Сергеевич (23.02.1998, 444)
18. Лазутина, Лариса Евгеньевна (27.02.1998, 445)
19. Ермаков, Вадим Константинович (30.03.1998, 446)
20. Вотинцев, Игорь Викторович (04.04.1998, 447)
21. Лазуткин, Александр Иванович (10.04.1998, 448)
22. Виноградов, Павел Владимирович (10.04.1998, 449)
23. Бучнев, Юрий Фёдорович (04.05.1998, 450)
24. Конопелькин, Евгений Николаевич (04.05.1998, 451)
25. Алыков, Марат Равильевич (31.05.1998, 452)
26. Власов, Павел Николаевич (31.05.1998, 453)
27. Пелих, Александр Петрович (31.05.1998, 454)
28. Рожков, Андрей Николаевич (30.06.1998, 456)
29. Волков, Александр Александрович (30.06.1998, 459)
30. Карданов, Охид Муссович (30.06.1998, 460)
31. Клыков, Виктор Павлович (30.06.1998, 461)
32. Чагин, Алексей Михайлович (06.07.1998, 462)
33. Александров, Владимир Леонидович (13.08.1998, 463)
34. Васенков, Виктор Владимирович (13.08.1998, 464)
35. Рубцов, Иван Фёдорович (11.09.1998, 465)
36. Васюта, Олег Иванович (21.09.1998, 473)
37. Жуйков, Сергей Васильевич (14.10.1998, 466)
38. Тарелкин, Игорь Евгеньевич (11.11.1998, 467)
39. Берсенев, Роман Генрихович (11.11.1998, 468)
40. Курбатов, Иван Петрович (16.11.1998, 469)
41. Журавлёв, Алексей Юрьевич (16.11.1998, 470)
42. Шеффер, Юрий Петрович (7.12.1998, 472)
43. Иванов, Александр Васильевич (12.12.1998, 471)

1. Дубовой, Виктор Викторович (06.01.1999, 474)
2. Кожин, Игорь Сергеевич (06.01.1999, 475)
3. Справцев, Сергей Валентинович (09.01.1999, 476)
4. Каганов, Владимир Михайлович (25.01.1999, 477)
5. Миронов, Дмитрий Олегович (15.02.1999, 478)
6. Сидоров, Роман Викторович (09.09.1999, 479)
7. Падалка, Геннадий Иванович (05.04.1999, 480)
8. Адамс, Артур Александрович (17.06.1999, Звезда — дубликат без №)
9. Курахмаев, Хаджимурат Асхабович (26.08.1999, 481)
10. Левашов, Сергей Александрович (26.08.1999, 482)
11. Никишин, Дмитрий Николаевич (26.08.1999, 483)
12. Анощенков, Андрей Иванович (26.08.1999, 484)
13. Орлов, Андрей Борисович (26.08.1999, 485)
14. Костин, Сергей Вячеславович (10.09.1999, 486)
15. Цеев, Эдуард Кушукович (10.09.1999, 487)
16. Мариенко, Виталий Леонидович (16.09.1999, 488)
17. Шойгу, Сергей Кужугетович (20.09.1999, 489)
18. Басурманов, Сергей Анатольевич (25.09.1999, 490)
19. Стержантов, Александр Линович (25.09.1999, 491)
20. Симонов, Михаил Петрович (25.09.1999, 492)
21. Старовойтов, Александр Владимирович (17.08.1999, 493)
22. Юрченко, Владимир Владимирович (17.08.1999, 494)
23. Шендрик, Владимир Георгиевич (17.08.1999, 495)
24. Загидов, Загид Асмалавович (05.10.1999, 496)
25. Янина, Ирина Юрьевна (14.10.1999, 497)
26. Каляпин, Андрей Вячеславович (14.10.1999, 498)
27. Перминов, Дмитрий Сергеевич (22.10.1999, 499)
28. Теперик, Андрей Владимирович (22.10.1999, 500)
29. Белан, Эдуард Борисович (22.10.1999, 501)
30. Сергеев, Игорь Дмитриевич (27.10.1999, 502)
31. Трубников, Вячеслав Иванович (27.10.1999, 504)
32. Квашнин, Анатолий Васильевич (27.10.1999, 505)
33. Иванов, Игорь Сергеевич (27.10.1999, 506)
34. Рушайло, Владимир Борисович (27.10.1999, 507)
35. Гречаник, Владимир Павлович (25.10.1999, 508)
36. Цветов, Юрий Викторович (25.10.1999, 509)
37. Казаналипов, Муртазали Расулович (25.10.1999, 510)
38. Чумак, Юрий Алексеевич (27.10.1999, 511)
39. Хоменко, Игорь Владимирович (27.10.1999, 512)
40. Крюков, Олег Васильевич (27.10.1999, 513)
41. Козин, Алексей Владимирович (12.11.1999, 514)
42. Сарычев, Игорь Владимирович (12.11.1999, 515)
43. Богданченко, Сергей Николаевич (12.11.1999, 516)
44. Казанцев, Виктор Германович (04.12.1999, 517)
45. Трошев, Геннадий Николаевич (04.12.1999, 518)
46. Шаманов, Владимир Анатольевич (04.12.1999, 519)
47. Корабельников, Валентин Владимирович (04.12.1999, 520)
48. Богатиков, Сергей Николаевич (22.12.1999, 521)
49. Палатиди, Алексей Иванович (22.12.1999, 522)
50. Янклович, Александр Юрьевич (22.12.1999, 523)
51. Зайцев, Андрей Сергеевич (22.12.1999, 524)
52. Курбангалеев, Артур Ришатович (30.12.1999, 525)
53. Куянов, Олег Викторович (30.12.1999, 526)
54. Матвиенко, Вячеслав Владимирович (30.12.1999, 527)
55. Першиков, Василий Анатольевич (30.12.1999, 528)
56. Ростовщиков, Валерий Александрович (30.12.1999, 529)
57. Талабаев, Виталий Викторович (30.12.1999, 530)
58. Бушмелев, Евгений Вячеславович (30.12.1999, 531)
59. Горшков, Дмитрий Евгеньевич (30.12.1999, 532)
60. Зяблов, Сергей Владимирович (30.12.1999, 533)
61. Ковалёв, Александр Геннадьевич (30.12.1999, 534)
62. Проценко, Олег Петрович (30.12.1999, 535)
63. Селезнёв, Александр Анатольевич (30.12.1999, 536)
64. Сниткин, Сергей Владимирович (30.12.1999, 537)
65. Серов, Игорь Евгеньевич (30.12.1999, 538)
66. Фомин, Алексей Юрьевич (30.12.1999, 539)
67. Шевченко, Павел Анатольевич (30.12.1999, 540)

1. Паньков, Михаил Анатольевич (11.01.2000, 541)
2. Фоменко, Геннадий Дмитриевич (11.01.2000, 542)
3. Чекалин, Александр Алексеевич (11.01.2000, 543)
4. Миненков, Михаил Анатольевич (17.01.2000, 548)
5. Шуляков, Александр Васильевич (30.01.2000, 544)
6. Горячев, Сергей Евгеньевич (04.02.2000, 545)
7. Чернышов, Александр Викторович (04.02.2000, 546)
8. Юшков, Сергей Геннадьевич (04.02.2000, 547)
9. Ланцев, Михаил Васильевич (07.02.2000, 549)
10. Малофеев, Михаил Юрьевич (09.02.2000, 550)
11. Полянский, Валентин Валентинович (14.02.2000, 551)
12. Алимов, Владимир Ришадович (15.02.2000, 552)
13. Дуканов, Олег Михайлович (19.02.2000, 553)
14. Бармянцев, Евгений Николаевич (19.02.2000, 576)
15. Иванов, Зурико Амиранович (19.02.2000, 577)
16. Костечко, Николай Николаевич (19.02.2000, 578)
17. Хоперсков, Григорий Константинович (19.02.2000, 602)
18. Яцков, Игорь Владимирович (19.02.2000, 603)
19. Клименко, Дмитрий Николаевич (21.02.2000, 581)
20. Орлов, Сергей Николаевич (21.02.2000, 582)
21. Борисов, Евгений Германович (21.02.2000, 583)
22. Соломатин, Александр Викторович (21.02.2000, 584)
23. Груднов, Игорь Сергеевич (29.02.2000, 579)
24. Кукарин, Евгений Викторович (29.02.2000, 580)
25. Якименко, Юрий Николаевич (29.02.2000, 585)
26. Багаев, Сергей Александрович (03.03.2000, 586)
27. Кузнецов, Александр Васильевич (09.03.2000, 587)
28. Тибекин, Олег Анатольевич (09.03.2000, 588)
29. Майданов, Николай Саинович (10.03.2000, 589)
30. Ропотан, Сергей Александрович (10.03.2000, 590)
31. Жаров, Алексей Викторович (10.03.2000, 591)
32. Хамитов, Александр Радикович (10.03.2000, 592)
33. Василёв, Сергей Владимирович (12.03.2000, 554)
34. Воробьёв, Алексей Владимирович (12.03.2000, 555)
35. Гердт, Александр Александрович (12.03.2000, 556)
36. Григорьев, Дмитрий Викторович (12.03.2000, 557)
37. Доставалов, Александр Васильевич (12.03.2000, 558)
38. Духин, Владислав Анатольевич (12.03.2000, 559)
39. Евтюхин, Марк Николаевич (12.03.2000, 560)
40. Ермаков, Олег Викторович (12.03.2000, 561)
41. Кожемякин, Дмитрий Сергеевич (12.03.2000, 562)
42. Колгатин, Александр Михайлович (12.03.2000, 563)
43. Комягин, Александр Валерьевич (12.03.2000, 564)
44. Лебедев, Александр Владиславович (12.03.2000, 565)
45. Медведев, Сергей Юрьевич (12.03.2000, 566)
46. Молодов, Сергей Георгиевич (12.03.2000, 567)
47. Панов, Андрей Александрович (12.03.2000, 568)
48. Петров, Дмитрий Владимирович (12.03.2000, 569)
49. Рассказа, Алексей Васильевич (12.03.2000, 570)
50. Романов, Виктор Викторович (12.03.2000, 571)
51. Рязанцев, Александр Николаевич (12.03.2000, 572)
52. Соколов, Роман Владимирович (12.03.2000, 573)
53. Шерстянников, Андрей Николаевич (12.03.2000, 574)
54. Супонинский, Александр Анатольевич (12.03.2000, 575)
55. Иванов, Андрей Юрьевич (14.03.2000, 599)
56. Морозов, Андрей Игоревич (14.03.2000, 600)
57. Зуев, Денис Сергеевич (14.03.2000, 604)
58. Клочков, Евгений Викторович (14.03.2000, 605)
59. Патрушев, Николай Платонович (15.03.2000, 593)
60. Ханалиев, Умарпаша Юсупович (15.03.2000)
61. Шендрик, Евгений Демьянович (15.03.2000, 594)
62. Майоров, Николай Петрович (16.03.2000, 595)
63. Щетнев, Роман Николаевич (16.03.2000, 596)
64. Маденов, Игорь Владимирович (16.03.2000, 597)
65. Воронин, Сергей Николаевич (23.03.2000, 606)
66. Мороховец, Алексей Николаевич (23.03.2000, 607)
67. Ашуров, Мухридин Ашурович (23.03.2000, 608)
68. Игошин, Роман Викторович (23.03.2000, 609)
69. Черепанов, Александр Леонидович (23.03.2000, 610)
70. Горбенко, Валерий Михайлович (23.03.2000, 611)
71. Ирейкин, Геннадий Григорьевич (23.03.2000, 612)
72. Булгаков, Владимир Васильевич (24.03.2000, 601)
73. Таташвили, Владимир Владимирович (24.03.2000, 613)
74. Капустин, Евгений Александрович (24.03.2000, 614)
75. Яценко, Пётр Карлович (24.03.2000, 615)
76. Отраковский, Александр Иванович (28.03.2000, 598)
77. Воробьёв, Дмитрий Александрович (28.03.2000, 616)
78. Курягин, Юрий Герасимович (28.03.2000, 617)
79. Васильев, Владимир Анатольевич (28.03.2000, 618)
80. Боковиков, Владимир Николаевич (04.04.2000, 619)
81. Анохин, Юрий Михайлович (04.04.2000, 620)
82. Климов, Юрий Семёнович (04.04.2000, 621)
83. Заврайский, Виталий Викторович (06.04.2000, 622)
84. Ануреев, Иван Валерьевич (11.04.2000, 623)
85. Завьялкин, Андрей Вячеславович (11.04.2000, 624)
86. Иванов, Александр Александрович (11.04.2000, 625)
87. Милютин, Игорь Александрович (11.042000, 626)
88. Непряхин, Андрей Анатольевич (12.04.2000, 628)
89. Ситкин, Константин Васильевич (12.04.2000, 629)
90. Евкуров, Юнус-бек Баматгиреевич (13.04.2000, 630)
91. Шадура, Юрий Дмитриевич (13.04.2000, 631)
92. Карпушенко, Владимир Валерьевич (14.04.2000, 627)
93. Даудов, Закир Алиевич (19.04.2000, 632)
94. Захаров, Владимир Валерьевич (19.04.2000, 633)
95. Ярошенко, Александр Сергеевич (19.04.2000, 634)
96. Бондарев, Виктор Николаевич (21.04.2000, 635)
97. Ихсанов, Рафик Рашитович (21.04.2000, 636)
98. Красников, Александр Алексеевич (26.04.2000, 637)
99. Хмелевской, Андрей Александрович (26.04.2000, 638)
100. Чечвий, Виктор Степанович (26.04.2000, 639)
101. Борисов, Сергей Георгиевич (28.04.2000, 640)
102. Солдатенков, Андрей Николаевич (28.04.2000, 641)
103. Гриднев, Вадим Алексеевич (04.05.2000, 642)
104. Петров, Сергей Васильевич (04.05.2000, 643)
105. Баранов, Александр Иванович (05.05.2000, 644)
106. Ожегов, Сергей Анатольевич (05.05.2000, 645)
107. Таранец, Сергей Геннадьевич (06.05.2000, 646)
108. Эм, Юрий Павлович (06.05.2000, 647)
109. Ярцев, Николай Николаевич (06.05.2000, 648)
110. Отческих, Алексей Викторович (15.05.2000, 649)
111. Постоялко, Александр Викторович (22.05.2000, 650)
112. Скрипников, Илья Николаевич (25.05.2000, 651)
113. Трегубенков, Юрий Петрович (25.05.2000, 652)
114. Магомедов, Дибиргаджи Гасанович (29.05.2000, 653)
115. Рыжиков, Александр Александрович (29.05.2000, 654)
116. Совгиренко, Андрей Викторович (05.06.2000, 655)
117. Ворновской, Юрий Васильевич (07.06.2000, 656)
118. Жуков, Александр Петрович (07.06.2000, 657)
119. Легошин, Владимир Данатович (07.06.2000, 658)
120. Боченков, Михаил Владиславович (24.06.2000, 659)
121. Калинин, Александр Анатольевич (24.06.2000, 660)
122. Самойлов, Сергей Вячеславович (24.06.2000, 661)
123. Белодедов, Александр Николаевич (24.06.2000, 662)
124. Кульков, Никита Геннадьевич (24.06.2000, 663)
125. Наджафов, Гасан Раджаб оглы (27.06.2000, 664)
126. Кораблёв, Алексей Михайлович (28.06.2000, 665)
127. Сизоненко, Евгений Николаевич (28.06.2000, 666)
128. Исаханян, Геворк Анушаванович (28.06.2000, 667)
129. Гиндеев, Баатр Александрович (04.07.2000, 668)
130. Усачёв, Владимир Иванович (04.07.2000, 669)
131. Шкурный, Валерий Иванович (04.07.2000, 670)
132. Шкидченко, Пётр Иванович (04.07.2000, 671)
133. Нургалиев, Владимир Вильевич (07.07.2000, 672)
134. Яфаров, Джафяс Джафярович (07.07.2000, 673)
135. Аверкиев, Александр Александрович (11.07.2000, 674)
136. Мустафин, Раис Рауфович (11.07.2000, 675)
137. Завитухин, Андрей Анатольевич (11.07.2000, 676)
138. Кириллин, Алексей Юрьевич (11.07.2000, 677)
139. Макаренков, Леонид Владимирович (15.07.2000, 678)
140. Кокинаев, Шамиль Жалилович (25.07.2000, 679)
141. Корольков, Аркадий Михайлович (25.07.2000, 680)
142. Аникин, Сергей Анатольевич (26.07.2000, 681)
143. Бугаев, Виталий Анатольевич (26.07.2000, 682)
144. Виноградов, Николай Николаевич (26.07.2000, 683)
145. Тамгин, Владимир Александрович (26.07.2000, 684)
146. Чуркин, Михаил Константинович (26.07.2000, 692)
147. Шектаев, Дмитрий Александрович (26.07.2000, 693)
148. Захаров, Пётр Валентинович (7.08.2000, 685)
149. Дангириев, Михаил Султанович (08.08.2000, 686)
150. Ревенко, Михаил Владимирович (08.08.2000, 687)
151. Юрьев, Василий Ильич (08.08.2000, 688)
152. Кретов, Павел Павлович (12.08.2000, 689)
153. Маликов, Игорь Иванович (12.08.2000, 690)
154. Храпцов, Сергей Иванович (12.08.2000, 691)
155. Зеленко, Андрей Жаннович (19.08.2000, 694)
156. Лячин, Геннадий Петрович (26.08.2000, 695)
157. Сиразетдинов, Тимур Галлиевич (29.08.2000, 696)
158. Широков, Владимир Константинович (29.08.2000, 697)
159. Стволов, Сергей Николаевич (09.09.2000, 698)
160. Бавыкин, Сергей Петрович (09.09.2000, 699)
161. Кичкайло, Геннадий Анатольевич (09.09.2000, 700)
162. Махотин, Алексей Николаевич (14.09.2000, 701)
163. Елистратов, Дмитрий Викторович (14.09.2000, 702)
164. Тучин, Алексей Иванович (14.09.2000, 703)
165. Кропочев, Иван Алексеевич (17.09.2000, 704)
166. Луценко, Александр Алексеевич (14.10.2000, 705)
167. Голубев, Иван Иванович (14.10.2000, 706)
168. Уженцев, Сергей Викторович (24.10.2000, 707)
169. Шанцев, Сергей Владимирович (24.10.2000, 708)
170. Ширяев, Алексей Юрьевич (27.10.2000, 709)
171. Сафронов, Анатолий Александрович (03.11.2000, 710)
172. Залётин, Сергей Викторович (09.11.2000, 711)
173. Зажигаев, Александр Васильевич (11.11.2000, 712)
174. Козлов, Алексей Михайлович (07.12.2000, 713)
175. Рычков, Дмитрий Леонидович (07.12.2000, 714)
176. Угрюмов, Герман Алексеевич (20.12.2000, 715)
177. Токарев, Валерий Иванович (23.12.2000, 716)

1. Закиров, Ильфат Индулисович (12.02.2001, 717)
2. Петухов, Вадим Алексеевич (14.02.2001, 718)
3. Галкин, Григорий Николаевич (14.02.2001, 719)
4. Пономарёв, Александр Иванович (05.03.2001, 720)
5. Шевелёв, Николай Николаевич (05.03.2001, 721)
6. Шрайнер, Сергей Александрович (05.03.2001, 722)
7. Родин, Алексей Васильевич (07.04.2001, 723)
8. Чепраков, Владимир Николаевич (09.04.2001, 724)
9. Гейслер, Пётр Борисович (12.04.2001, 725)
10. Сахабутдинов, Риф Раисович (27.04.2001, 727)
11. Сафин, Дмитрий Анатольевич (04.05.2001, 728)
12. Гимбатов, Магомед Гимбатович (12.06.2001)
13. Гребёнкин, Дмитрий Михайлович (18.06.2001, 726)
14. Попов, Валерий Витальевич (18.06.2001, 729)
15. Фомин, Александр Гурьевич (18.06.2001, 730)
16. Ташухаджиев, Магомед Сайдиевич (27.07.2001, 731)
17. Паньков, Вадим Иванович (04.08.2001, 732)
18. Константинов, Леонид Сергеевич (04.08.2001, 733)
19. Золотухин, Евгений Валерьевич (10.08.2001, 734)
20. Шибилкин, Вячеслав Александрович (27.08.2001, 735)
21. Тюнин, Андрей Владимирович (28.08.2001, 736)
22. Трофименко, Виктор Иванович (28.08.2001, 737)
23. Батурин, Юрий Михайлович (28.09.2001, 738)
24. Аверьянов, Вячеслав Юрьевич (29.09.2001, 739)
25. Кислов, Сергей Александрович (11.10.2001, 740)
26. Матвеев, Виктор Владимирович (17.11.2001, 741)
27. Кистень, Константин Петрович (28.11.2001, 742)
28. Омельяненко, Александр Владимирович (28.11.2001, 743)
29. Буданцев, Виктор Александрович (05.12.2001, 744)

1. Гаврилов, Николай Фёдорович (14.01.2002, 745)
2. Недвига, Юрий Дмитриевич (14.01.2002, 746)
3. Гаджиев, Гейдар Маликович (25.01.2002, 748)
4. Исаев, Мутей Закиринович (31.01.2002, 749)
5. Мурачуев, Халид Рашидович (31.01.2002, 750)
6. Бондарев, Сергей Сергеевич (31.01.2002, 751)
7. Звягинцев, Андрей Николаевич (13.03.2002, 752)
8. Козеев, Константин Мирович (10.04.2002, 753)
9. Дзюба, Александр Иванович (06.06.2002, 760)
10. Бесчастнов, Александр Георгиевич (09.07.2002, 754)
11. Лайс, Александр Викторович (22.07.2002, 755)
12. Морозов, Сергей Геннадьевич (29.07.2002, 756)
13. Бондаренко, Олег Вячеславович (29.07.2002, 757)
14. Устинов, Владимир Васильевич (09.08.2002, 758)
15. Островский, Эдуард Георгиевич (09.08.2002, 759)
16. Басханов, Ризван Шарудиевич (16.09.2002, 761)
17. Бурнаев, Сергей Александрович (16.09.2002, 762)
18. Шаталин, Владимир Васильевич (19.09.2002, 763)
19. Наточий, Сергей Алексеевич (21.09.2002, 764)
20. Какиев, Саид-Магомед Шамаевич (14.10.2002, 765)
21. Лабунец, Михаил Иванович (08.11.2002, 766)
22. Галкин, Алексей Викторович (10.11.2002, 767)
23. Коробенков, Анатолий Сергеевич (10.11.2002, 768)
24. Коростиев, Виктор Петрович (19.11.2002, 769)
25. Шифрин, Игорь Леонидович (26.11.2002, 770)
26. Кокшин, Руслан Владимирович (09.12.2002, 771)
27. Проничев, Владимир Егорович (20.12.2002, 772)
28. Железнов, Сергей Александрович (27.12.2002, 774)
29. Крупинов, Анатолий Александрович (27.12.2002, 775)
30. Панфилов, Александр Вячеславович (20.12.2002, 776)

1. Тихонов, Александр Евгеньевич (18.01.2003, 773)
2. Дяченко, Сергей Владимирович (18.01.2003, 777)
3. Охрименко, Олег Иванович (19.01.2003, 779)
4. Воробьёв, Юрий Леонидович (30.01.2003, 780)
5. Русских, Леонид Валентинович (04.03.2003, 781)
6. Усамов, Нурдин Данилбекович (21.03.2003, 782)
7. Ямадаев, Джабраил Бекмирзаевич (22.03.2003, 783)
8. Сорокин, Юрий Валерьевич (22.03.2003, 784)
9. Тюрин, Михаил Владиславович (12.04.2003, 785)
10. Власов, Владимир Александрович (28.04.2003, 786)
11. Загаев, Амир Абдуллахиевич (08.05.2003, 787)
12. Гордеев, Вадим Александрович (24.05.2003, 788)
13. Арапханова, Марем Ахметовна (03.06.2003, 789)
14. Крицкий, Вячеслав Николаевич (02.07.2003, 790)
15. Дорофеев, Дмитрий Юрьевич (02.07.2003, 791)
16. Шелохвостов, Иван Юрьевич (02.07.2003, 792)
17. Лончаков, Юрий Валентинович (01.09.2003, 793)
18. Ключников, Олег Михайлович (09.09.2003, 794)
19. Исаев, Николай Викторович (15.09.2003, 795)
20. Цымановский, Виталий Витальевич (15.09.2003, 796)
21. Родобольский, Игорь Олегович (21.09.2003, 797)
22. Комаров, Александр Николаевич (10.10.2003, 798)
23. Газимагомадов, Муса Денилбекович (24.10.2003, 799)
24. Ващук, Юрий Михайлович (27.10.2003, 800)
25. Перец, Сергей Владимирович (08.11.2003, 801)
26. Задорожный, Игорь Сергеевич (11.11.2003, 802)
27. Дубынин, Виктор Петрович (11.11.2003, 803)
28. Завгаев, Ахмед Гапурович (11.11.2003, 804)
29. Дейнеко, Юрий Михайлович (22.11.2003, 805)
30. Ульянов, Владимир Алексеевич (06.12.2003, 806)
31. Максимчук, Владимир Михайлович (18.12.2003, 809)

1. Дергунов, Алексей Васильевич (01.01.2004, 807)
2. Тасимов, Азамат Утюпбергенович (01.01.2004, 808)
3. Халиков, Радим Абдулхаликович (22.01.2004, 810)
4. Володин, Николай Николаевич (02.02.2004, 811)
5. Трещёв, Сергей Евгеньевич (04.02.2004, 812)
6. Новосёлов, Дмитрий Геннадьевич (19.02.2004, 813)
7. Посадский, Владислав Анатольевич (23.02.2004, 814)
8. Курбанов, Абдулхалик Шамилович (21.03.2004, 815)
9. Сулейманов, Мухтар Саадулович (21.03.2004, 816)
10. Шатов, Владимир Николаевич (23.03.2004, 817)
11. Палагин, Сергей Вячеславович (06.04.2004, 818)
12. Кадыров, Ахмат Абдулхамидович (10.05.2004, 819)
13. Саманков, Андрей Васильевич (16.06.2004, 820)
14. Данилин, Юрий Николаевич (17.06.2004, 821)
15. Чернявский, Сергей Иванович (12.07.2004, 822)
16. Щепетков, Олег Адольфович (20.07.2004, 823)
17. Буханов, Алексей Борисович (28.07.2004, 824)
18. Дудкин, Виктор Евгеньевич (02.08.2004, 825)
19. Ямадаев, Руслан Бекмирзаевич (02.08.2004, 826)
20. Ильин, Олег Геннадьевич (06.09.2004, 827)
21. Перов, Александр Валентинович (06.09.2004, 828)
22. Разумовский, Дмитрий Александрович (06.09.2004, 829)
23. Туркин, Андрей Алексеевич (06.09.2004, 830)
24. Канакин, Валерий Владимирович (20.09.2004, 831)
25. Бондаренко, Александр Евгеньевич (11.10.2004, 832)
26. Бочаров, Вячеслав Алексеевич (11.10.2004, 833)
27. Рудых, Александр Витальевич (23.09.2004, 834)
28. Тюриков, Виктор Иванович (25.09.2004, 835)
29. Володькин, Владимир Николаевич (21.09.2004, 836)
30. Замараев, Валерий Валентинович (11.12.2004, 837)
31. Петруша, Вячеслав Станиславович (20.12.2004, 838)
32. Кадыров, Рамзан Ахматович (29.12.2004, 839)
33. Костоев, Абубукар Султанович (29.12.2004, 840)

1. Скрябин, Андрей Николаевич (29.01.2005, 843)
2. Дмитриев, Юрий Александрович (01.02.2005, 856)
3. Шаргин, Юрий Георгиевич (23.02.2005, 844)
4. Кумов, Андрей Николаевич (26.03.2005, 845)
5. Лебедь, Анатолий Вячеславович (06.04.2005, 847)
6. Ильясов, Арзулум Зиявдинович (07.04.2005, 848)
7. Ваганов, Александр Владленович (16.04.2005, 849)
8. Ямадаев, Сулим Бекмирзаевич (30.04.2005, 850)
9. Медведев, Дмитрий Геннадьевич (18.05.2005, 851)
10. Румянцев, Алексей Викторович (24.05.2005, 852)
11. Митиков, Юрий Иванович (18.07.2005, 853)
12. Савин, Иван Алексеевич (20.07.2005, 854)
13. Рыбак, Алексей Леонидович (25.07.2005, 855)
14. Шарипов, Салижан Шакирович (13.09.2005, 857)
15. Лаптев, Андрей Александрович (20.09.2005, 858)
16. Аскеров, Аскер Магомедаминович (23.09.2005, 860)
17. Чубенко, Василий Эдуардович (01.10.2005, 861)
18. Чернуха, Вячеслав Васильевич (06.10.2005, 859)
19. Красиков, Александр Владимирович (04.11.2005, 862)
20. Омаров, Магомед Омарович (08.11.2005, 863)
21. Рень, Виктор Алексеевич (24.11.2005, 864)
22. Блохин, Александр Владимирович (08.12.2005, 865)

1. Бариев, Радик Абрарович (04.02.2006, 866)
2. Соловьёв, Игорь Петрович (07.03.2006, 867)
3. Подвальный, Сергей Викторович (04.04.2006, 868)
4. Павлов, Александр Валерьевич (15.04.2006, 869)
5. Абдурагимов, Магомедшамиль Магомедович (29.05.2006, 870)
6. Есаян, Рубен Татевосович (29.05.2006, 871)
7. Бацаев, Руслан Юркиевич (01.08.2006, 873)
8. Белявский, Владимир Анатольевич (08.08.2006, 874)
9. Опарин, Александр Иванович (20.09.2006, 876)
10. Брусникова, Нина Владимировна (05.10.2006, 875)
11. Жидков, Дмитрий Васильевич (09.10.2006, 877)
12. Климов, Александр Михайлович (16.11.2006, 878)
13. Рачук, Сергей Владимирович (22.12.2006, 879)
14. Куимов, Николай Дмитриевич (28.12.2006, 880)

1. Толбоев, Тайгиб Омарович (09.05.2007, 881)
2. Ботян, Алексей Николаевич (09.05.2007, 882)
3. Баачилов, Магомед Гусейнович (14.05.2007, 883)
4. Письменный, Владимир Леонидович (14.05.2007, 884)
5. Власов, Сергей Николаевич (14.05.2007, 885)
6. Нетыкса, Виталий Вячеславович (12.06.2007)
7. Даудов, Магомед Хожахмедович (25.07.2007, 887)
8. Исмаилов, Муслим Мусаевич (17.07.2007, 888)
9. Китанин, Роман Александрович (07.08.2007, 889)
10. Михайлов, Бабу-Доржо (03.10.2007, 890)
11. Коваль, Жорж Абрамович (22.10.2007, 891)
12. Котов, Олег Валериевич (23.10.2007, 892)
13. Османов, Магомед Джамалутдинович (30.10.2007, 893)
14. Калиматов, Алихан Макшарипович (04.11.2007, 886)
15. Серков, Дмитрий Александрович (11.12.2007, 894)
16. Осыковый, Николай Михайлович (13.12.2007, 895)
17. Егоров, Дмитрий Алексеевич (17.12.2007, 896)
18. Копылов, Александр Мстиславович (??.??.2007)

1. Сагалевич, Анатолий Михайлович (09.01.2008, 897)
2. Черняев, Евгений Сергеевич (09.01.2008, 898)
3. Чилингаров, Артур Николаевич (09.01.2008, 899)
4. Головашкин, Александр Николаевич (11.02.2008, 900)
5. Петров, Александр Петрович (21.02.2008, 901)
6. Сюткин, Павел Павлович (07.03.2008, 904)
7. Баукин, Алексей Иванович (08.03.2008, 902)
8. Смирнов, Георгий Семёнович (08.03.2008, 903)
9. Маслов, Сергей Владимирович (09.04.2008, 905)
10. Лорсанов, Сайпуддин Шарпудинович (09.04.2008, 906)
11. Кяров, Анатолий Султанович (09.04.2008, 907)
12. Матковский, Игорь Феоктистович (21.04.2008, 908)
13. Русанов, Алексей Николаевич (21.04.2008, 909)
14. Сурков, Константин Александрович (21.04.2008, 910)
15. Воловиков, Андрей Валентинович (26.05.2008, 913)
16. Мутовин, Олег Евгеньевич (26.05.2008, 915)
17. Мухаметгареев, Венер Мансурович (04.06.2008, 916)
18. Ветчинов, Денис Васильевич (15.08.2008, 911)
19. Тимерман, Константин Анатольевич (15.08.2008, 912)
20. Григоревский, Михаил Валерьевич (25.08.2008, 914)
21. Анашкин, Геннадий Владимирович (05.09.2008, 917)
22. Едаменко, Владимир Евгеньевич (05.09.2008, 918)
23. Конюхов, Иван Иванович (05.09.2008, 919)
24. Красов, Андрей Леонидович (05.09.2008, 920)
25. Нечаев, Иван Владимирович (05.09.2008, 921)
26. Пуцыкин, Алексей Викторович (05.09.2008, 922)
27. Кобылаш, Сергей Иванович (05.09.2008, 931)
28. Ржавитин, Игорь Викторович (11.09.2008, 923)
29. Шевелёв, Сергей Юрьевич (19.09.2008, 924)
30. Мыльников, Сергей Андреевич (19.09.2008, 925)
31. Яковлев, Юрий Павлович (19.09.2008, 926)
32. Чухванцев, Валерий Николаевич (19.09.2008, 927)
33. Марченко, Антон Александрович (01.10.2008, 928)
34. Нефф, Виталий Витальевич (01.10.2008, 929)
35. Богодухов, Владимир Иванович (14.10.2008, 930)
36. Сергеев, Владимир Борисович (14.10.2008, 932)
37. Сторожук, Олег Викторович (14.10.2008, 933)
38. Шпитонков, Николай Николаевич (14.10.2008, 934)
39. Даутмерзаев, Султан Салаудиевич (17.10.2008, 935)
40. Свиридов, Виктор Иванович (07.11.2008, 936)
41. Юрчихин, Фёдор Николаевич (23.10.2008, 937)

1. Мясников, Михаил Анатольевич (03.02.2009, 938)
2. Ухватов, Алексей Юрьевич (05.02.2009, 939)
3. Волков, Сергей Александрович (06.02.2009, 940)
4. Кононенко, Олег Дмитриевич (06.02.2009, 941)
5. Вахитов, Руслан Мовладович (24.03.2009, 943)
6. Каидов, Зулкаид Гусейнович (24.03.2009, 944)
7. Воробьёв, Вячеслав Михайлович (30.03.2009, 942)
8. Медоев Игорь Башерович (07.05.2009, 945)
9. Баландин, Алексей Васильевич (13.06.2009, 946)
10. Магомедтагиров, Адильгерей Магомедович (10.06.2009, 947)
11. Делимханов, Алибек Султанович (23.06.2009, 948)
12. Цветков, Сергей Евгеньевич (05.07.2009, 949)
13. Ибрагимов, Тимур Франилович (07.07.2009, 950)
14. Ткаченко, Игорь Валентинович (22.08.2009, 951)
15. Абдуллин, Раушан Мухамедович (09.09.2009, 952)
16. Малочуев, Олег Григорьевич (20.09.2009, 953)
17. Саплицкий, Леонид Николаевич (07.10.2009, 954)
18. Калашников, Михаил Тимофеевич (10.11.2009, 955)
19. Семёнов, Дмитрий Владимирович (26.12.2009, 956)
20. Дауди, Ильяс Дильшатович (27.12.2009, 957)

1. Ситников, Алексей Сергеевич (10.02.2010, 958)
2. Пассар, Максим Александрович (16.02.2010, Звезда — дубликат без №)
3. Федотов, Евгений Михайлович (17.02.2010, 959)
4. Чернышёв, Евгений Николаевич (24.03.2010, 960)
5. Романенко, Роман Юрьевич (12.04.2010, 961)
6. Усмаев, Вахит Абубакарович (07.07.2010, 962)
7. Злобин, Николай Анатольевич (04.08.2010, 963)
8. Петрачков, Павел Анатольевич (04.08.2010, 964)
9. Пузиновский, Александр Юрьевич (04.08.2010, 965)
10. Тепсаев, Беслан Юнусович (04.08.2010, 966)
11. Хатуев, Молди Аюбович (04.08.2010, 967)
12. Ламанов, Андрей Александрович (08.10.2010, 968)
13. Новосёлов, Евгений Геннадиевич (08.10.2010, 969)
14. Кононенко, Олег Олегович (08.09.2010, 971)
15. Сураев, Максим Викторович (30.10.2010, 972)
16. Ширяев, Григорий Викторович (18.11.2010, 974)
17. Цыденжапов, Алдар Баторович (16.11.2010, 975)

1. Моисеев, Александр Алексеевич (14.02.2011, 973)
2. Корниенко, Михаил Борисович (12.04.2011, 976)
3. Скворцов, Александр Александрович (12.04.2011, 977)
4. Скрипочка, Олег Иванович (12.04.2011, 978)
5. Богдан, Сергей Леонидович (23.05.2011, 979)
6. Гаджиев, Гапал Шамильевич (12.04.2011, 980)
7. Магомедов, Абдулмалик Закаригаевич (11.09.2011, 981)
8. Магомедов, Ахмед Тинамагомедович (??.09.2011, 982)
9. Гайирханов, Магомед-Казим Магомед-Камилович (23.12.2011, 983)
10. Мухутдинов, Тимур Мухаметсабарович (23.12.2011, 985)

1. Маслов, Иван Владимирович (09.01.2012, 984)
2. Дмитров, Алексей Вячеславович (15.02.2012)
3. Кондратьев, Дмитрий Юрьевич (03.03.2012)
4. Макаров, Николай Егорович (23.03.2012)
5. Кружалин, Александр Павлович (30.03.2012)
6. Спичка, Олег Леонидович (30.03.2012 994)
7. Солнечников, Сергей Александрович (03.04.2012)
8. Эпов, Евгений Юрьевич (28.04.2012)
9. Сергеев, Евгений Георгиевич (06.05.2012)
10. Катунькин, Артём Викторович (30.05.2012)
11. Нальгиев, Руслан Муратович (14.06.2012)
12. Самокутяев, Александр Михайлович (25.06.2012)
13. Борисенко, Андрей Иванович (25.06.2012)
14. Кустов, Сергей Викторович (12.07.2012, 996)
15. Джибилов, Заур Таймуразович (12.11.2012)
16. Ашихмин, Сергей Анатольевич (14.12.2012, 1000)
17. Артемьев, Алексей Геннадьевич (??.??.2012)

1. Долонский, Денис Владимирович (08.02.2013)
2. Майборода, Виталий Викторович (01.06.2013)
3. Гармаш, Артём Владимирович (14.06.2013)
4. Яшкин, Сергей Леонидович (14.06.2013)
5. Котиев, Ахмед Макшарипович (30.09.2013, 1008)
6. Шкаплеров, Антон Николаевич (02.11.2013, 1009)
7. Иванишин, Анатолий Алексеевич (02.11.2013, 1007)
8. Бобров, Евгений Алексеевич (06.12.2013, 1010)
9. Федосов Виктор Владиславович (06.12.2013, 1011)

1. Попов, Александр Викторович (04.04.2014, 1014)
2. Белавенцев, Олег Евгеньевич (04.04.2014)
3. Дюмин, Алексей Геннадьевич (??.04.2014)
4. Харьков, Николай Николаевич (??.04.2014)
5. Новицкий, Олег Викторович (28.05.2014, 1016)
6. Ревин, Сергей Николаевич (28.05.2014)
7. Тарелкин, Евгений Игоревич (28.05.2014, 1018)
8. Абденанова, Алиме (01.09.2014, 1027)
9. Якимкин, Павел Борисович (10.10.2014, 1019)
10. Костоев, Абубакар Хасанович (14.10.2014)
11. Волосков, Алексей Владимирович (22.10.2014, 1020)
12. Кононов, Александр Иванович (28.10.2014)
13. Султангабиев, Серик Газисович (24.11.2014, 1026)
14. Бойков, Александр Васильевич (12.12.2014)
15. Останин, Павел Сергеевич (12.12.2014)
16. Селивёрстов, Владимир Вячеславович (25.12.2014)
17. Мусалаев, Тулпар Оздемирович (25.12.2014, 1033)
18. Дюдя, Юрий Валерьевич (29.12.2014)
19. Чепига, Анатолий Владимирович (??.12.2014)[K 1]
20. Кузин, Артем Иванович (??.12.2014)[источник не указан 1757 дней]

1. Копытов, Николай Сергеевич (20.01.2015, 1037)
2. Лисицкий, Дмитрий Михайлович (22.01.2015)
3. Евлампиев, Сергей Николаевич (03.02.2015, 1036)
4. Трундаев, Евгений Валентинович (19.03.2015)
5. Романов, Виталий Вячеславович (01.06.2015)
6. Рязанский, Сергей Николаевич (08.09.2015)
7. Пешков, Олег Анатольевич (25.11.2015)
8. Касперович, Дмитрий Валерьевич (??.??.2015)

1. Артемьев, Олег Германович (15.02.2016)
2. Серова, Елена Олеговна (15.02.2016, 1048)
3. Дворников, Александр Владимирович (16.03.2016, 1051)
4. Байкулов, Вадим Владимирович (16.03.2016)
5. Романов, Виктор Михайлович (16.03.2016)
6. Дьяченко, Андрей Александрович (16.03.2016, 1054)
7. Богатов, Андрей Михайлович (17.03.2016)
8. Трошев, Андрей Николаевич (17.03.2016)
9. Прохоренко, Александр Александрович (11.04.2016)
10. Булгаков, Дмитрий Витальевич (03.05.2016)
11. Герасимов, Валерий Васильевич (03.05.2016)
12. Сергун, Игорь Дмитриевич (03.05.2016)
13. Ахметшин, Марат Радикович (23.06.2016, 1062)
14. Боев, Дмитрий Валерьевич (23.06.2016)
15. Новохатский, Сергей Владимирович (23.06.2016)
16. Кузьмичёв, Михаил Вадимович (23.06.2016)
17. Курганов, Юрий Юрьевич (23.06.2016)
18. Хабибуллин, Ряфагать Махмутович (28.07.2016)
19. Мисуркин, Александр Александрович (26.08.2016)
20. Марьенков, Игорь Валерьевич (??.07.2016)
21. Горшков, Анатолий Петрович (06.09.2016)
22. Нурбагандов, Магомед Нурбагандович (21.09.2016)
23. Греблюк, Константин Александрович (22.09.2016)
24. Поташов, Валерий Серпионович (03.10.2016)
25. Карлов, Андрей Геннадьевич (21.12.2016)
26. Савицкий, Андрей Анатольевич (??.??.2016)

1. Емельянов, Данила Анатольевич (17.01.2017)[9]
2. Богомолов, Александр Станиславович (01.03.2017)
3. Беляев, Михаил Александрович (20.03.2017)
4. Шевченко, Юрий Анатольевич (10.05.2017)
5. Коробов, Игорь Валентинович (??.05.2017)
6. Костюков, Игорь Олегович (??.05.2017)
7. Рыбников, Сергей Викторович (12.07.2017, 1080)
8. Овчинин, Алексей Николаевич (10.09.2017)
9. Варфоломеев, Валерий Владимирович (19.10.2017)
10. Суровикин, Сергей Владимирович (08.12.2017)
11. Мурадов, Рустам Усманович (08.12.2017)
12. Матовников, Александр Анатольевич (08.12.2017)
13. Портнягин, Денис Олегович (08.12.2017)
14. Асапов, Валерий Григорьевич (20.12.2017)
15. Алексеев, Владимир Степанович (??.??.2017)
16. Гойняк, Алексей Николаевич (20.12.2017)
17. Жидко, Геннадий Валериевич (26.12.2017)

1. Филипов, Роман Николаевич (06.02.2018, 1094)
2. Борисов, Юрий Иванович (??.03.2018)
3. Кириенко, Сергей Владиленович (??.03.2018)
4. Спасский, Игорь Дмитриевич (23.04.2018)
5. Костюков, Валентин Ефимович (28.04.2018)
6. Батманов, Зейнудин Лукманович (06.05.2018)
7. Журавлёв, Александр Александрович (28.05.2018)
8. Филин, Николай Иванович (28.05.2018)
9. Рыжиков, Сергей Николаевич (13.11.2018)
10. Каменских, Иван Михайлович (??.??.2018)
11. Сидоренко, Лев Георгиевич (??.??.2018)[10]
12. Шубин, Олег Никандрович (??.??.2018)
13. Василенко, Вячеслав Андреевич (??.??.2018)

1. Ковтун, Владимир Павлович (15.02.2019, 63)
2. Воскресенский, Андрей Владимирович (04.07.2019)
3. Опарин, Денис Александрович (04.07.2019)
4. Соловьёв, Дмитрий Александрович (04.07.2019)
5. Сомов, Константин Юрьевич (04.07.2019)
6. Мурзин, Георгий Александрович (16.08.2019)
7. Юсупов, Дамир Касимович (16.08.2019)
8. Чемезов, Сергей Викторович (??.09.2019)[11]
9. Прокопьев, Сергей Валерьевич (11.11.2019)

1. Рудской, Сергей Фёдорович (??.02.2020)
2. Сердюков, Андрей Николаевич (??.02.2020)
3. Шаймуратов, Минигали Мингазович (30.03.2020)
4. Ераховец, Юрий Николаевич (13.07.2020)
5. Маслов, Дмитрий Николаевич (??.12.2020)
6. Чайко, Александр Юрьевич (??.??.2020)
7. Копейкин, Антон Геннадиевич (??.??.2020)

1. Кондратенко, Михаил Владимирович (12.04.2021)
2. Крутов, Евгений Александрович (12.04.2021)
3. Чалаев, Замид Алиевич (??.05.2021)
4. Пащенко, Василиса Сергеевна (16.08.2021)
5. Полосухин, Виктор Иванович (16.08.2021)
6. Зиничев, Евгений Николаевич (09.09.2021)
7. Обносов, Борис Викторович (20.12.2021)
8. Назаренко, Александр Владимирович (??.??.2021)[12][13]

1. Гаджимагомедов, Нурмагомед Энгельсович (03.03.2022)
2. Гаспарян, Андраник Саргисович (03.03.2022[14])
3. Нимченко, Юрий Петрович (04.03.2022)
4. Старостин, Антон Игоревич (04.03.2022)
5. Панкратов, Алексей Станиславович (04.03.2022)
6. Дудин, Виктор Анатольевич (04.03.2022)
7. Бернгард, Алексей Борисович (04.03.2022)
8. Жога, Владимир Артёмович (06.03.2022, № 1141)
9. Литвинов, Дмитрий Сергеевич (??.??.2022)
10. Шишов, Денис Николаевич (08.03.2022)
11. Сухарев, Сергей Владимирович (??.03.2022)
12. Гилемханов, Дамир Рашидович (25.03.2022)
13. Исламов, Дамир Назирович (25.03.2022)
14. Цевун, Иван Геннадьевич (25.03.2022)
15. Панов, Сергей Александрович (28.03.2022)
16. Зозулин, Владимир Николаевич (31.03.2022)
17. Зорин, Денис Игоревич (31.03.2022)
18. Курганов, Алексей Сергеевич (31.03.2022)
19. Шикин, Максим Игоревич (31.03.2022)
20. Концов, Максим Андреевич (04.04.2022, № 1161)
21. Фроленков, Андрей Анатольевич (04.04.2022)
22. Песковой, Максим Владимирович (05.04.2022)
23. Фаршинёв, Дмитрий Александрович (??.04.2022)
24. Ягидаров, Денис Сергеевич (18.04.2022)
25. Болдырев, Иван Николаевич (21.04.2022)
26. Кобец, Роман Станиславович (21.04.2022)
27. Межуев, Денис Валериевич (25.04.2022)
28. Делимханов, Адам Султанович (26.04.2022)
29. Сорокин, Денис Михайлович (27.04.2022, № 1168)[15]
30. Жихарев, Александр Николаевич (03.05.2022)
31. Вагнер, Иван Викторович (04.05.2022)
32. Носов, Владимир Николаевич (25.05.2022)
33. Шаймарданов, Дамир Эдуардович (26.05.2022)
34. Боташев, Канамат Хусеевич (01.06.2022)
35. Михайлов, Максим Игоревич (01.06.2022)[16]
36. Сайфуллин, Рустам Галиевич (02.06.2022)
37. Кутузов, Роман Владимирович (??.06.2022)
38. Донгак, Мерген Очур-оолович (09.06.2022)
39. Индык, Павел Викторович (11.06.2022)
40. Осокин, Алексей Николаевич (11.06.2022)
41. Цыдыпов, Балдан Баирович (11.06.2022)
42. Пригожин, Евгений Викторович (20.06.2022)
43. Есенов, Таймураз Ахсарбекович (27.06.2022)
44. Попов, Александр Николаевич (27.06.2022)
45. Соловьёв, Андрей Николаевич (27.06.2022)
46. Хамхоев, Адам Ерахович (27.06.2022)
47. Шиц, Иван Александрович (27.06.2022)[17]
48. Белоглазов, Александр Михайлович (??.??.2022)
49. Герасимов, Вадим Сергеевич (??.??.2022)
50. Журавлёв, Борис Борисович (??.??.2022)
51. Иванов, Андрей Андреевич (??.??.2022)
52. Конорев, Александр Владимирович (??.??.2022)
53. Кузьминчук, Сергей Вадимович (??.??.2022)
54. Омурбеков, Азатбек Асанбекович (??.??.2022)
55. Новиков, Ян Валентинович (??.??.2022)
56. Абачев, Эседулла Абдулмуминович (04.07.2022)
57. Лапин, Александр Павлович (04.07.2022)
58. Дьяконов, Эдуард Станиславович (05.07.2022)
59. Калмыков, Алексей Николаевич (05.07.2022)
60. Сизов, Илья Андреевич (05.07.2022)
61. Старчков, Александр Иванович (05.07.2022)
62. Шипицин, Олег Александрович (05.07.2022, № 1208)
63. Игнатов, Владимир Николаевич (12.07.2022)
64. Серафимов, Максим Владимирович (12.07.2022)
65. Соколов, Александр Игоревич (12.07.2022)
66. Спирин, Андрей Александрович (12.07.2022)[18]
67. Кудь-Сверчков, Сергей Владимирович (15.07.2022)
68. Габдрахманов, Раиль Наилович (15.07.2022)
69. Семёнов, Дмитрий Владимирович (15.07.2022)
70. Дудко, Борис Александрович (19.07.2022)[19]
71. Бойко, Сергей Николаевич (21.07.2022)
72. Ильгамов, Тамерлан Айсарович (21.07.2022)
73. Козловский, Евгений Валерьевич (21.07.2022)
74. Додосов, Иван Алексеевич (28.07.2022)
75. Заволянский, Валерий Иванович (28.07.2022)
76. Рыжов, Леонид Владимирович (28.07.2022)
77. Кабицкий, Вячеслав Александрович (??.??.2022)
78. Каспрук, Сергей Александрович (??.??.2022)
79. Попов, Михаил Сергеевич (??.??.2022)
80. Горин, Сергей Борисович (??.07.2022)
81. Алаудинов, Апти Аронович (01.08.2022)
82. Качура, Ольга Сергеевна (04.08.2022)
83. Клещенко, Василий Петрович (06.08.2022)
84. Ищенко, Анатолий Анатольевич (11.08.2022)
85. Крынин, Александр Эдуардович (11.08.2022)
86. Секержитский, Егор Александрович (11.08.2022)
87. Соколовский, Андрей Андреевич (11.08.2022[20])
88. Ананичев, Александр Михайлович (15.08.2022)
89. Насибуллин, Игорь Леонидович (15.08.2022)
90. Миягашев, Аймир Евгеньевич (25.08.2022)
91. Поздеев, Иван Владимирович (25.08.2022)
92. Набиев, Энвер Альбертович (01.09.2022)
93. Ефимов, Александр Александрович (03.09.2022)
94. Шишков, Александр Владимирович (03.09.2022)
95. Досягаев, Александр Сергеевич (10.09.2022)
96. Курбанов, Руслан Маркизович (10.09.2022)
97. Антонов, Виталий Сергеевич (14.09.2022)
98. Стефанов, Александр Иванович (14.09.2022)
99. Головин, Владислав Николаевич (20.09.2022)
100. Нагин, Алексей Юрьевич (21.09.2022, 1224)
101. Третьякевич, Виктор Иосифович (22.09.2022, 1241)
102. Потапов, Александр Игоревич (29.09.2022)
103. Бураков, Сергей Дмитриевич (??.??.2022)
104. Мищенко, Алексей Леонидович (??.??.2022)
105. Катериничев, Алексей Викторович (01.10.2022)
106. Севастьянов, Василий Николаевич (07.10.2022)
107. Данилов, Александр Олегович (??.??.2022)
108. Орлов, Артур Валерьевич (??.??.2022)
109. Черёмухин, Роман Сергеевич (??.??.2022)
110. Власенков, Александр Александрович (11.10.2022)
111. Паламарчук, Валерий Сергеевич (15.10.2022)
112. Петрушин, Владимир Александрович (17.10.2022)
113. Лиджиев, Мингиян Владимирович (24.10.2022)
114. Бачериков, Сергей Олегович (??.??.2022)[21]
115. Васильев, Михаил Владимирович (08.11.2022)
116. Данильченко, Николай Иванович (09.11.2022)
117. Михеев, Борис Владимирович (09.11.2022)
118. Аксёнов, Александр Александрович (14.11.2022)
119. Дорохин, Владислав Александрович (14.11.2022)
120. Сукуев, Виталий Владимирович (14.11.2022)
121. Раизов, Жумабай Нурбаевич (20.11.2022)
122. Каштанов, Пётр Вячеславович (??.??.2022)
123. Белозёров, Сергей Павлович (23.11.2022)[19]
124. Волков, Александр Алексеевич (??.??.2022)[19]
125. Демьяненко, Сергей Иванович (??.??.2022)[19]
126. Завадский, Александр Анатольевич (??.??.2022)[19]
127. Иштуганов,  Сергей Вячеславович (??.??.2022)[19][22]
128. Малыйкин, Давид Алексеевич (??.??.2022)[19]
129. Семенко, Павел Николаевич (??.??.2022)[19]
130. Скакуновский, Денис Олегович (??.??.2022)[19]
131. Стефанов, Максим Анатольевич (??.??.2022)[19]
132. Белов, Степан Михайлович (??.??.2022)[23]
133. Широков, Константин Викторович (??.??.2022)[23]
134. Гутаров, Денис Владимирович (14.12.2022)[24].
135. Ковтун, Андрей Николаевич (14.12.2022)
136. Норполов, Эдуард Доржиевич (14.12.2022)
137. Магомедов, Исрафил Летифович (14.12.2022)
138. Тамазов, Тимур Мухамедович (14.12.2022)
139. Шуваев, Георгий Иванович (14.12.2022)
140. Антонов, Александр Сергеевич (17.12.2022)
141. Никишин, Владимир Николаевич (17.12.2022)
142. Смирнов, Игорь Сергеевич (19.12.2022)
143. Матвеев, Тимофей Александрович (19.12.2022)[25]
144. Елизаров, Антон Олегович (??.??.2022)
145. Рэцой, Евгений Анатольевич (??.??.2022)
146. Хайрудинов, Сергей Рафикович (??.??.2022)

1. Сафин, Алмаз Минигалеевич (16.01.2023)[26]
2. Кривов, Павел Викторович (17.01.2023)
3. Васильченко, Денис Сергеевич (17.01.2023)
4. Марин, Иван Петрович (24.01.2023)
5. Реховский, Иван Анатольевич (24.01.2023)
6. Трунтов, Сергей Алексеевич (24.01.2023)
7. Шамшеев, Иван Сергеевич (24.01.2023)
8. Джафаров, Олег Мазахир оглы (11.02.2023)
9. Кабанов, Иван Вячеславович (11.02.2023)
10. Гусев, Никита Юрьевич (11.02.2023)
11. Дементьев, Денис Геннадьевич (14.02.2023)
12. Каркавин, Илья Викторович (14.02.2023)
13. Чёткин, Пётр Владимирович (14.02.2023)
14. Турубара, Владислав Алексеевич (20.02.2023)
15. Шоломов, Максим Владимирович (20.02.2023)
16. Кевиш, Вячеслав Эдуардович (??.??.2023)
17. Петелин, Михаил Александрович (??.??.2023)
18. Пивоваров, Олег Алексеевич (06.03.2023)
19. Шаров, Александр Вадимович (06.03.2023)
20. Абраменко, Михаил Владимирович (11.03.2023)
21. Боровиков, Алексей Юрьевич (16.03.2023)
22. Сорокин, Олег Геннадьевич (23.03.2023)
23. Аплеталин, Максим Сергеевич (30.03.2023)
24. Карамышев, Александр Викторович (30.03.2023)
25. Датиев, Алан Георгиевич (??.??.2023)
26. Палазник, Никита Андреевич (??.??.2023)
27. Пытков, Вячеслав Владимирович (??.??.2023)
28. Ткач, Николай Александрович (??.??.2023)
29. Панасюк, Александр Петрович (??.??.2023)
30. Магомедов, Шамиль Набибуллагович (??.??.2023)
31. Дубров, Пётр Валерьевич (12.04.2023)
32. Васильев, Николай Михайлович (17.04.2023)
33. Дудкин, Тимур Юрьевич (17.04.2023)
34. Мальцев, Александр Викторович (26.04.2023)
35. Колесов, Александр Гаврильевич (??.04.2023)
36. Красный, Виталий Сергеевич (06.05.2023)
37. Макаров, Александр Дмитриевич (06.05.2023)
38. Поляков, Сергей Юрьевич (08.05.2023)
39. Ахтырский, Иван Геннадьевич (12.05.2023)
40. Бичаев, Александр Олегович (12.05.2023)
41. Редкокашин, Иван Павлович (16.05.2023)
42. Безруков, Алексей Павлович (23.05.2023)
43. Мосейко, Евгений Юрьевич (23.05.2023)
44. Лемеш, Вадим Вячеславович (23.05.2023)
45. Машаровский, Андрей Викторович (23.05.2023)
46. Бровко, Евгений Анатольевич (27.05.2023)
47. Дарковский, Владимир Станиславович (27.05.2023)
48. Муссагалеев, Нурсултан Серкбаевич (??.05.2023)
49. Тарасов, Алексей Валерьевич (??.06.2023)
50. Матреницкий, Николай Петрович (??.??.2023)
51. Воробьёв, Роман Александрович (06.06.2023)
52. Жуланов, Юрий Юрьевич (10.06.2023)
53. Беляев, Дмитрий Васильевич (15.06.2023)
54. Макаров, Вячеслав Владимирович (21.06.2023)
55. Курилкин, Тимур Викторович (??.??.2023)
56. Бяков, Алексей Максимович (??.??.2023)
57. Лапшин, Артур Владимирович (07.07.2023)
58. Петров, Николай Алексеевич (07.07.2023)
59. Боков, Мустафа Курашевич (08.07.2023)
60. Кондратенко, Николай Андреевич (08.07.2023)
61. Ликонцев, Олег Валерьевич (08.07.2023)
62. Афанасьев, Алексей Алексеевич (??.??.2023)
63. Джартанов, Данияр Викторович (??.??.2023)
64. Магасумов, Ирек Ильдусович (13.07.2023) (26.06.2024 лишён звания приговором суда)
65. Пащенко, Алексей Сергеевич (13.07.2023)
66. Нурахметов, Жумагельды Аитмухамедович (??.??.2023)
67. Пятин, Сергей Витальевич (??.??.2023)
68. Рябов, Сергей Дмитриевич (??.??.2023)
69. Иванов, Денис Евгеньевич (18.07.2023)
70. Цоков, Олег Юрьевич (19.07.2023)
71. Астафьев, Дмитрий Владимирович (26.07.2023)
72. Рожков, Богдан Игоревич (26.07.2023)
73. Хименко, Алексей Олегович (26.07.2023)
74. Горбоконенко, Павел Александрович (31.07.2023)
75. Чернавин, Денис Юрьевич (31.07.2023)
76. Баксиков, Расим Рашидович (08.08.2023)
77. Леваков, Александр Сергеевич (08.08.2023)
78. Неустроев, Алексей Михайлович (08.08.2023)
79. Блинов, Роман Андреевич (18.08.2023)
80. Евсеев, Филипп Александрович (??.08.2023)
81. Наймушин, Сергей Николаевич (??.??.2023)
82. Журавлёв, Владислав Николаевич (??.??.2023)
83. Кривуля, Алексей Владимирович (??.??.2023)
84. Гомбоев, Жаргал Баирович (18.09.2023)
85. Суханов, Игорь Анатольевич (18.09.2023)
86. Беликов, Виталий Вячеславович (23.09.2023)
87. Груздев, Евгений Петрович (23.09.2023)
88. Апухтин, Александр Леонидович (25.09.2023)
89. Трачук, Дмитрий Сергеевич (25.09.2023)
90. Боярко, Михаил Вадимович (25.09.2023)
91. Калашников, Иван Николаевич (??.09.2023)
92. Егоров, Дмитрий Николаевич (09.10.2023)
93. Решетников, Александр Александрович (09.10.2023)
94. Федяев, Иван Андреевич (09.10.2023)
95. Хонахбеев, Сергей Валериевич (09.10.2023)
96. Жарский, Иван Сергеевич (12.10.2023)
97. Чепа, Владимир Александрович (12.10.2023)
98. Табачников, Виталий Витальевич (02.11.2023)
99. Мельников, Сергей Сергеевич (08.11.2023)
100. Шалаев, Роман Евгеньевич (13.11.2023)
101. Власов, Олег Александрович (??.??.2023)
102. Гудков, Михаил Евгеньевич (??.??.2023)
103. Клещерёв, Иван Юрьевич (??.??.2023)
104. Фёдоров, Роман Олегович (??.??.2023)
105. Щербаков, Юрий Андреевич (??.??.2023)
106. Барахтенко, Владимир Сергеевич (??.??.2023)
107. Епифанов, Вадим Владимирович (22.11.2023)
108. Ерёмин, Андрей Валерьевич (22.11.2023)
109. Девятов, Максим Вадимович (30.11.2023)
110. Ерёмин, Дмитрий Юрьевич (??.??.2023)
111. Казымов, Эдуард Иванович (??.??.2023)
112. Корнилов, Александр Сергеевич (??.??.2023)
113. Мизерный, Юрий Сергеевич (??.??.2023)
114. Михайлов, Александр Александрович (??.??.2023)
115. Мункожаргалов, Дашибал Цырендоржиевич (??.??.2023)
116. Мухамедеев, Ильяс Адельханович (??.??.2023)
117. Полушкин, Михаил Николаевич (??.??.2023)
118. Поташев, Максим Вячеславович (??.??.2023)
119. Споняков, Илья Дмитриевич (??.??.2023)
120. Харченко, Николай Николаевич (??.??.2023)
121. Хашегульгов, Султан Юсупович (??.??.2023)
122. Шелест, Андрей Анатольевич (??.??.2023)
123. Якубов, Ярослав Наильевич (??.??.2023)
124. Мацкевич, Вячеслав Юрьевич (04.12.2023)
125. Бердиев, Азамат Фаильевич (07.12.2023)
126. Шиковский, Владимир Николаевич (07.12.2023)
127. Подольский, Дмитрий Александрович (??.??.2023)
128. Абуталимов, Темирлан Умарович (??.??.2023)
129. Дебелый, Роман Александрович (??.??.2023)
130. Ирхин, Сергей Вячеславович (??.??.2023)
131. Кудинов, Евгений Александрович (??.??.2023)
132. Митяшин, Андрей Сергеевич (??.??.2023)
133. Сафиуллин, Айнур Альбертович (??.??.2023)
134. Спесивцев, Алексей Александрович (??.??.2023)
135. Супаков, Евгений Андреевич (??.??.2023)
136. Половинка, Валерий Валерьевич (??.??.2023)
137. Сычёв, Александр Николаевич (??.??.2023)
138. Галиуллин, Рашид Рашитович (??.??.2023)
139. Умаев, Залибек Касумович (??.??.2023)
140. Кочев, Станислав Вадимович (??.??.2023)
141. Карпенко, Евгений Васильевич (16.12.2023)
142. Кондрашкин, Андрей Владимирович (16.12.2023)
143. Торохов, Роман Сергеевич (16.12.2023)
144. Дегтярёв, Дмитрий Сергеевич (25.12.2023)
145. Мосин, Андрей Юрьевич (25.12.2023)
146. Пономаренко, Артём Александрович (25.12.2023)
147. Фролов, Владимир Петрович (25.12.2023)
148. Султанов, Арслан Булатович (30.12.2023)

1. Попов, Владимир Владимирович (03.01.2024)
2. Мигунов, Андрей Павлович (22.01.2024)
3. Подъяблонский, Иван Валерьевич (22.01.2024)[27]
4. Абаев, Юрий Маирбекович (01.2024)
5. Аргамаков, Амыр Сергеевич (01.2024)
6. Мушенков, Юрий Александрович (01.2024)
7. Матвеев, Денис Владимирович (05.02.2024)
8. Рябцев, Андрей Владимирович (05.02.2024)
9. Тесло, Владимир Сергеевич (05.02.2024)
10. Васильев, Михаил Геннадьевич (13.02.2024)
11. Дорофеев, Аркадий Геннадьевич (13.02.2024)
12. Соколов, Николай Андреевич (15.02.2024)
13. Корсаков, Сергей Владимирович (15.02.2024)
14. Гринин, Сергей Анатольевич (15.02.2024)
15. Соболев, Николай Сергеевич (15.02.2024)
16. Юргин, Игорь Васильевич (15.02.2024)
17. Ванеев, Сергей Вячеславович (22.02.2024)
18. Волосков, Андрей Алексеевич (22.02.2024)
19. Большаков, Станислав Владимирович (26.02.2024)
20. Дарченко, Дмитрий Григорьевич (11.03.2024)
21. Матлахов, Александр Родионович (11.03.2024)
22. Слугин, Григорий Александрович (26.03.2024)
23. Кикина, Анна Юрьевна (03.04.2024)
24. Назаров, Сергей Сергеевич (08.04.2024)
25. Макаров, Владислав Вячеславович (08.04.2024)
26. Фролов, Александр Алексеевич (08.04.2024)
27. Худайнатов, Фархад Чаринович (11.04.2024)
28. Петелин, Дмитрий Александрович (12.04.2024)
29. Федяев, Андрей Валерьевич (12.04.2024)
30. Халиков, Ренат Рамильевич (16.04.2024)
31. Магомеджанов, Магомедали Камильевич (16.04.2024)
32. Мечтанов, Никита Григорьевич (16.04.2024)
33. Пастухов, Вячеслав Александрович (04.2024)
34. Садыков, Ибрагим-Паша Султанович (02.05.2024)
35. Исмурзин Максот Бахитжанович (11.11.2024)[28]
36. Ерёменко, Анатолий Михайлович (2024)
37. Ксенофонтов, Алексей Владимирович (2024)
38. Мордвичёв, Андрей Николаевич (2024)
39. Пашкевич, Леонид Владимирович (2024)
40. Сайбель, Владимир Иванович (2024)
41. Хрусталёв, Иван Алексеевич (2024)
42. Чулдум-оол, Чалым Сюндюпович (2024)
43. Свешников, Сергей Павлович (2024)
44. Зайнуллин, Альберт Тауратович (2024)
45. Евтодий, Александр Михайлович (2024)
46. Иванов, Анатолий Георгиевич (2024)
47. Апалков, Роман Михайлович (2024)
48. Хасанов, Рустам Анатольевич (2024)
49. Евдокимов, Николай Владимирович (2024)[29]
50. Джумагалиев, Мирлан Андреевич (2024)
51. Захаров, Егор Александрович (2024)[30]
52. Муслимов, Муслим Джавидович (2024)[31]
53. Мильчаков, Сергей Витальевич (2024)
54. Максимов, Родимир Дмитриевич (2024)[32][33]
55. Мозговенко, Вячеслав Васильевич (2024)[34]
56. Борисов, Константин Сергеевич (06.09.2024)[35]
57. Данилов, Александр Александрович (2024)[36]
58. Куценко, Дмитрий Михайлович (2024)[37]
59. Водопьянов, Александр Владимирович (2024)[38]
60. Зайцев, Роман Евгеньевич (2024)[39]
61. Поддубный, Евгений Евгеньевич (26.09.2024)[40]
62. Михеев, Андрей Игоревич (24.08.2024)[41]
63. Алисов, Олег Михайлович (2024)[42]
64. Круковский, Станислав Викторович (29.10.2024)
65. Омельяненко, Артём Александрович (2024)[43]
66. Орлов, Евгений Александрович (2024)
67. Ежов, Даниил Николаевич (2024)[44]
68. Чимитов, Доржи Шойнхорович (2024)[45]
69. Бессмертный, Никита Романович (2024)[46]
70. Суфияров, Ильдар Филоретович (2024)
71. Марцев, Михаил Николаевич (2024)[47]
72. Кузов, Андрей Валентинович (2024)[48]
73. Пащенко, Иван Геннадиевич (2024)[49]
74. Петров, Никита Александрович (2024)[50]
75. Уркумбаев, Ерлан Муратович (2024)[51]
76. Сметанин, Александр Сергеевич (2024)[52]
77. Рыбаков, Максим Радикович (2024)[53]
78. Сёмочкин, Никита Игоревич (2024)
79. Хашагульгов, Султан Адамович (2024)[54]
80. Маурер, Эдуард Сергеевич (2024)[55]
81. Колпаков, Андрей Валерьевич (2024)[56]
82. Пыжов, Виктор Алексеевич (2024)[57]
83. Потапов, Артур Валентинович (2024)[58]
84. Еланский, Андрей Анатольевич (2024)[59]
85. Фадин, Евгений Владиславович (2024)[60]
86. Клименко, Павел Юрьевич (??.11.2024)
87. Семенок, Артём Сергеевич (2024)[61]
88. Васильев, Александр Анатольевич (2024)[62]
89. Горин, Александр Владимирович (2024)
90. Тодчук, Евгений Вячеславович (2024)[63]
91. Уляшев, Антон Вячеславович (2024)
92. Торгашев, Михаил Андреевич (2024)[64]
93. Копунов, Алексей Викторович (2024)[65]
94. Исбакиев, Магомед Магомедович (2024)[66]
95. Тринадцатый, Сергей Романович (2024)[67]
96. Чебнёв, Сергей Владимирович (2024)
97. Белокопытов, Владимир Иванович[68]
98. Дашиев, Жаргал Баирович[69]
99. Гавриленко, Владимир Сергеевич (2024)
100. Акберов, Ренат Мунирович (2024)
101. Асылханов, Алексей Маратович (2024)
102. Дяк, Василий Петрович (2024)
103. Енин, Валерий Анатольевич (2024)
104. Прохода, Артём Владимирович (2024)
105. Распопов, Денис Витальевич (2024)
106. Саблин, Дмитрий Вадимович (2024)
107. Селиванов, Сергей Сергеевич (2024)[70]
108. Золотов, Виктор Васильевич (2024)[71]
109. Кириллов, Игорь Анатольевич (12.2024)
110. Виселков, Александр Александрович (2024)[72]
111. Молчанов, Константин Андреевич (2024)
112. Зикратьев, Виталий Владимирович (2024)[73]
113. Перелыгин, Александр Сергеевич (2024)[74]
114. Смолин, Василий Александрович (2024)[75]
115. Нарушевич, Виталий (2024)[76]
116. Иванов, Алексей Викторович (2024)[77]
117. Михайлов, Михаил Анатольевич (27.12.2024)[78]
118. Щукин, Артём Юрьевич (??.11.2024)[79]

1. Григорьев, Андрей Николаевич (11.01.2025)
2. Ефремов, Сергей Викторович (10.02.2025) [80]
3. Зазыкин, Юрий Владимирович (2025)
4. Нилов, Александр Сергеевич (2025)
5. Шмидт, Никита Иванович (2025)
6. Чеботарь, Дмитрий Георгиевич (2025)
7. Авдонин, Дмитрий Николаевич (2025) [81]
8. Белецкий, Евгений Владимирович (2025)
9. Белопухов, Марк Сергеевич (2025)
10. Буйлов, Андрей Александрович (2025)
11. Гудков, Иван Юрьевич (2025)
12. Николюк, Андрей Игоревич (2025)
13. Пузанов, Александр Петрович (2025)
14. Сафронов, Владимир Васильевич (2025)
15. Струев, Антон Васильевич (2025)
16. Тибилов, Марат Георгиевич (2025)
17. Филоненко, Андрей Михайлович (2025)[82]
18. Кудряков, Азиз Махсутович (2025)[83]
19. Архипов, Дмитрий Дмитриевич (2025)[84]
20. Щекочихин, Олег Владимирович (2025)
21. Гребёнкин, Александр Сергеевич (10.03.2025)
22. Чуб, Николай Александрович (10.03.2025)
23. Остапенко, Евгений Александрович (2025)[85]
24. Бакин, Сергей Владимирович (2025)[86]
25. Киприянов, Пётр Александрович (2025)[87]
26. Юрьев, Даниил Юрьевич (2025)[88]
27. Харлан, Владимир Иванович (16.04.2025)
28. Степанишин, Егор Владимирович (2025)
29. Фомин, Дмитрий Олегович (2025)[89]
30. Енин, Назар Сергеевич (2025)
31. Степанов, Сергей Владимирович (2025)
32. Николаев, Семён Павлович (2025)
33. Болилая, Людмила Вячеславовна (22.05.2025)
34. Никитин, Евгений Валерьевич (2025)[90]
35. Савченко, Антон Олегович (30.05.2025)
36. Хугаев, Радислав Вадимович (2025)
37. Гудков, Михаил Евгеньевич (06.07.2025, награждение второй медалью «Золотая Звезда»)
38. Берест, Алексей Прокофьевич (17.07.2025)[91]
39. Гарифуллин, Руслан Вильевич (19.07.2025) [92]

1. Вальский, Сергей Васильевич
2. Кузин, Артём Иванович
3. Минаев, Дмитрий Викторович
4. Прусаков, Геннадий Анатольевич
5. Элимханов, Бислан Рамзанович
6. Зорин, Александр Сергеевич
7. Кузнецов, Александр Сергеевич
8. Николаев, Александр Юрьевич
9. Богомолов, Андрей Олегович
10. Бортников, Александр Васильевич
11. Синявский, Максим Викторович
12. Полушин, Сергей Александрович
13. Киселёв, Владимир Евгеньевич
14. Чешаев, Александр Вячеславович
15. Ковальчук, Алексей Васильевич
16. Уткин, Дмитрий Валерьевич
17. Будько, Николай Викторович[93]
18. Чумаров, Артём Владимирович[94]
19. Приходько, Михаил Владимирович
20. Нижевёнок, Борис Алексеевич
21. Палящий, Александр Борисович

### Количество Героев России по награждению президентами Российской Федерации
- Борис Ельцин — 536
- Владимир Путин — 802
- Дмитрий Медведев — 83
- Нет информации — 16

### Статистика по роду деятельности известных Героев России
Всего известны 1419 награждений, из них известна причина награждений у 1221 Героев. 604 известных Героя награждены посмертно.
- Участники вторжения России на Украину — 459 человек, в том числе военнослужащие Народной милиции Донецкой Народной Республики — 3 человека[95];
- Участники боевых действий по отражению вторжения боевиков в Дагестан, второй чеченской войны и продолжающихся действий по ликвидации террористов на территории Чеченской Республики — 304 человека;
- Участники боевых действий первой чеченской войны — 175 человек;
- Участники Великой Отечественной войны — 113 человек;
- Испытатели авиационной техники (лётчики-испытатели, лётчики ВВС и ВМФ) — 92 человека;
- Лица, отличившиеся в борьбе с терроризмом в регионах Северного Кавказа (кроме Чеченской Республики) — 56 человек;
- Космонавты — 53 человека;
- Военные моряки, подводники и испытатели морской техники — 40 человек;
- Участники октябрьских событий 1993 года в Москве — 26 человек;
- Спасатели и лица, спасшие жизнь другим людям в природных и техногенных катастрофах — 26 человек;
- Участники военной операции в Сирии — 23 человека;
- Участники войны в Грузии в 2008 году — 22 человека;
- Руководящие работники министерств и ведомств — 20 человек;
- Участники боевых действий в Таджикистане в 1990-х годах — 18 человек;
- Конструкторы вооружения и специальной техники — 16 человек;
- Сотрудники разведывательных служб (СВР и ГРУ) СССР и Российской Федерации — 14 человек;
- Лица, отличившиеся в борьбе с терроризмом за пределами Северного Кавказа — 11 человек;
- Испытатели парашютной, космической и другой специальной техники — 10 человек;
- Участники Афганской войны — 8 человек;
- Работники сельского хозяйства — 5 человек;
- Ликвидаторы Чернобыльской катастрофы — 4 человека;
- Участники экспедиций в Арктике и Антарктиде — 4 человека;
- Спортсмены и путешественники — 4 человека;
- Участники операции по эвакуации российских граждан из Кабула в 1992 году — 3 человека;
- Участники миротворческой операции в Абхазии — 3 человека;
- Лётчики гражданской авиации, бежавшие из плена талибов в 1996 году, — 2 человека;
- Священнослужители — 2 человека;
- Дипломат — 1 человек;
- Причины награждения неизвестны — 17 человек.

### Воинские звания на момент присвоения звания Героя Российской Федерации
Воинское звание указывается на момент подписания указа президента о присвоении звания Героя Российской Федерации. Для лиц, удостоенных звания Героя за участие в боевых действиях или за воинские заслуги, воинское звание указывается и в том случае, если награждённый на момент присвоения звания Героя находился в отставке или в запасе. Для остальных награждённых, не состоявших на военной или специальной службе, воинское звание в запасе или отставке не указывается, даже если оно у них и имеется. Специальные звания указываются по аналогии с воинскими званиями.
- Гражданские лица — 160 человек;
- Рядовой — 47 человек;
- Матрос — 3 человека;
- Ефрейтор — 13 человек;
- Младший сержант — 22 человека;
- Сержант — 29 человек;
- Старший сержант — 26 человек;
- Старшина — 8 человек;
- Прапорщик — 15 человек;
- Мичман — 1 человек;
- Старший прапорщик — 6 человек;
- Младший лейтенант — 15 человек;
- Лейтенант — 60 человек;
- Старший лейтенант — 98 человек;
- Капитан — 96 человек;
- Майор — 120 человек;
- Подполковник — 109 человек;
- Капитан 2-го ранга — 3 человека;
- Полковник — 162 человека;
- Капитан 1-го ранга — 38 человек;
- Генерал-майор — 29 человек;
- Контр-адмирал — 7 человек;
- Генерал-лейтенант — 24 человека;
- Вице-адмирал — 4 человека;
- Генерал-полковник — 20 человек;
- Генерал армии — 10 человек;
- Маршал Российской Федерации — 1 человек.

Вооружённые формирования Донецкой Народной Республики:
- Полковник — 2 человека.

Таким образом, точно известны воинские (специальные) звания 960 Героев Российской Федерации.

### Лишённые звания Героя Российской Федерации
Согласно статье 48 Уголовного кодекса Российской Федерации при осуждении за совершение тяжкого или особо тяжкого преступления, а также за совершение соответствующих преступлений против общественной безопасности, против основ конституционного строя и безопасности государства, против мира и безопасности человечества, с учетом личности виновного, суд может лишить его высшей государственной награды — звания Героя Российской Федерации.
По состоянию на август 2025 года единственным лицом, лишённым звания Героя Российской Федерации, является подполковник И. И. Магасумов (26.06.2024).

### Герои России, удостоенные высших званий других государств, а также других высших званий
- Конструктор-оружейник М. Т. Калашников и конструктор подводных лодок И. Д. Спасский являются Героями Российской Федерации и Героями Социалистического Труда (причём Калашников — дважды Герой Социалистического Труда).
- Четыре Героя Российской Федерации являются Героями Советского Союза: лётчики-космонавты СССР и России С. К. Крикалёв и В. В. Поляков, вертолётчик Н. С. Майданов, полярник А. Н. Чилингаров.
- Два космонавта — Т. А. Мусабаев и Ю. И. Маленченко, а также участник Великой Отечественной войны Б. Бейскбаев являются Героями Российской Федерации и Народными Героями Казахстана.
- Космонавт С. Ш. Шарипов является Героем Российской Федерации и Героем Кыргызстана.
- Космонавт О. Д. Кононенко является Героем Российской Федерации и Героем Туркменистана.
- Участник Великой Отечественной войны А. П. Берест является Героем Российской Федерации и Героем Украины.
- Сержант ВДВ В. А. Вольф является Героем Российской Федерации и Героем Абхазии.
- Генерал-лейтенант В. Г. Асапов является Героем Российской Федерации и Героем Республики (Сирия).
- Полковники В. А. Жога, О. С. Качура, Т. В. Курилкин, капитаны Р. А. Воробьёв и Р. М. Курбанов, майор А. К. Трошин являются Героями Российской Федерации и Героями Донецкой Народной Республики.
- Председатель Парламента Чеченской Республики М. Х. Даудов, генералы С. В. Суровикин, Э. А. Абачев и А. А. Алаудинов, полковники З. А. Чалаев, Л. В. Рыжов и Д. Е. Иванов, депутат А. С. Делимханов, подполковник Д. В. Уткин, один из командиров ЧВК «Вагнер» А. Ю. Нагин являются Героями Российской Федерации и Героями Луганской Народной Республики.
- Космонавт В. В. Поляков является Героем Российской Федерации, Героем Советского Союза и, согласно ряду источников, Героем Демократической Республики Афганистан.
- Глава Чеченской Республики генерал-полковник Р. А. Кадыров, представители ЧВК «Вагнер» Е. В. Пригожин, А. Н. Трошев, А. О. Елизаров и А. С. Кузнецов являются Героями Российской Федерации, Героями Донецкой Народной Республики и Героями Луганской Народной Республики.
- Начальник войск радиационной, химической и биологической защиты Вооружённых сил Российской Федерации И. А. Кириллов и конструктор ракетной техники военного назначения Ю. С. Соломонов являются Героями Российской Федерации и Героями Труда Российской Федерации.